# Chaos (catch)
Pour les articles homonymes, voir Chaos.
Palmarès
Voir ici
Chaos est un clan de catcheurs apparaissant principalement à la New Japan Pro Wrestling (NJPW), une fédération de catch japonaise. Le groupe a été formé le 23 avril 2009, après que presque tous les membres de groupe Great Bash Heel se soient retournés contre leur leader Togi Makabe pour ensuite se réunir avec un nouveau leader, Shinsuke Nakamura. Peu de temps après, le nouveau groupe fut nommé Chaos. Shinsuke Nakamura en est le leader et son objectif commun est de ressusciter le style fort, qui selon lui a été abandonné après les départs de Antonio Inoki et Shinya Hashimoto. En tant que leader du Chaos, Shinsuke Nakamura a été l'un des meilleurs lutteurs de la NJPW, remportant le Championnat Poids lourd IWGP et le Championnat Intercontinental IWGP ainsi que le G1 Climax 2011 et la New Japan Cup 2014. Depuis sa création, Chaos a ajouté plusieurs nouveaux membres, notamment Kazuchika Okada qui a remporté le Championnat Poids lourd IWGP à quatre reprises, le G1 Climax en 2012 et 2014 et la New Japan Cup en 2014. Kazuchika Okada est devenu le leader de Chaos après le départ de Shinsuke Nakamura de la NJPW et a même succédé à Hiroshi Tanahashi comme "as" de la promotion, ou étoile supérieure. Rocky Romero a également connu un succès remarquable en tant que membre de Chaos, remportant le Championnat par équipes Poids lourd Junior IWGP à huit reprises: deux fois avec Davey Richards, deux fois avec Alex Koslov en tant que Forever Hooligans et quatre fois (plus le Super Jr. Tag Tournament en 2016) avec Beretta en tant que Roppongi Vice.
Chaos était à l’origine le seul groupe heel de la New Japan et ils se disputaient avec tous les autres groupes de la NJPW. En 2013, Chaos a entamé des querelles avec deux autres groupes heels, Suzuki-gun et le Bullet Club, ce qui a permis au clan d'être exposé de manière plus sympathique. Après que Takashi Iizuka et Yujiro Takahashi soient passés au Suzuki-gun et Bullet Club, Chaos a finalisé sa transition en face.

## Carrière

### Formation du groupe et Shinsuke Nakamura leader (2009–2016)

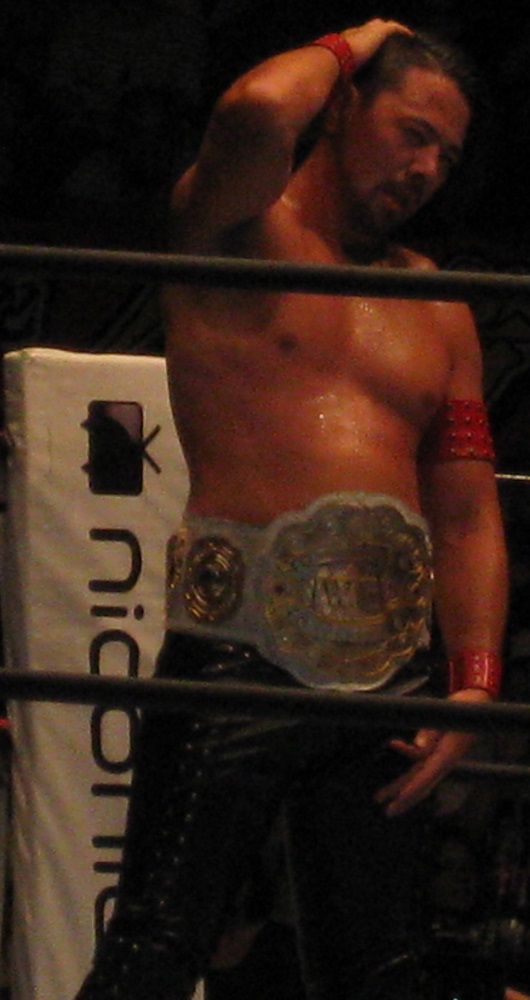
Shinsuke Nakamura, fondateur et premier leader de Chaos

Le 5 avril 2009, Toru Yano se retourne contre Great Bash Heel et son leader Togi Makabe, coûtant à Togi Makabe son match contre Shinsuke Nakamura. Pendant ce mois, les membres de Greath Bash Hell hormis  Tomoaki Honma ont tourné le dos à Togi Makabe pour rejoindre Shinsuke Nakamura et Toru Yano. Le  23 avril, le groupe est officiellement nommé Chaos avec neuf membres (Shinsuke Nakamura, Gedo, Jado, Tomohiro Ishii, Toru Yano, Giant Bernard, Karl Anderson, Takashi Iizuka et Black Tiger V), et Shinsuke Nakamura et Toru Yano en sont les principales figures. Chaos a pour objectif de ressusciter le style de catch fort dont Shinsuke Nakamura a senti abandonner après les départs de Antonio Inoki et Shinya Hashimoto.
Après la formation de Chaos, Giant Bernard et Karl Anderson (formant à eux deux l'équipe Bad Intentions), ont reçu le 20 juin, un match pour les IWGP Tag Team Championship, mais ils ont perdu leurs match contre les champions Team 3D (Brother Ray et Brother Devon). Le même jour, Black Tiger V a été battu par Tiger Mask dans un match de masque contre masque, et a ensuite révélé qu'il était en réalité Tatsuhito Takaiwa en enlevant son masque et quittant le groupe.
Du 7 août au 16 août, Giant Bernard, Toru Yano, Takashi Iizuka et Shinsuke Nakamura ont participé au  G1 Climax 2009, Toru Yano et Giant Bernard ont été placés dans le bloc A alors que Shinsuke Nakamura et Takashi Iizuka l'ont été dans le bloc B. Toru Yano a battu Giant Bernard, terminant le tournoi avec six points et Giant Bernard termine avec 5 points dans le bloc A, alors que Shinsuke Nakamura a défait Takashi Iizuka pour terminer premier de son bloc avec 12 points remportant tous ses matchs et se qualifiant pour les demi finales (Takashi  Iizuka a terminé le tournoi avec 2 points). Shinsuke Nakamura bat Hiroshi Tanahashi pour atteindre la finale du tournoi mais il perd son match en finale contre Togi Makabe.

#### Conquêtes des titres

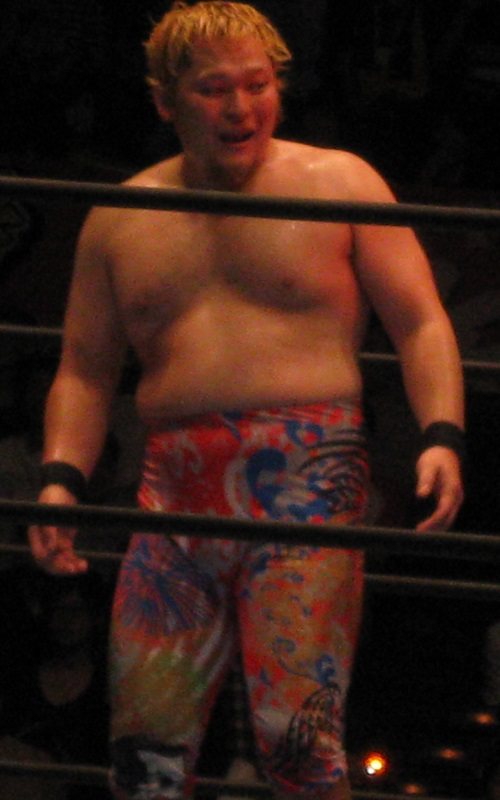
Toru Yano, est le premier membre de Great Bash Heel à se retourner contre Togi Makabe pour rejoindre Shinsuke Nakamura.

Le 27 septembre, Shinsuke Nakamura s'est vengé de sa défaite lors de la finale du G1 Climax en battant Togi Makabe dans un match de décision pour remporter le IWGP Heavyweight Championship. En remportant le titre, Shinsuke Nakamura a attiré la colère de Antonio Inoki en annonçant vouloir recréer le "Strong Style" de la New Japan en capturant la ceinture originale du IWGP Heavyweight Championship de Antonio Inoki pour remplacer la sienne. Le 12 octobre, Shinsuke Nakamura défend son titre avec succès contre Shinjiro Otani. Du 17 octobre au 1er novembre, Chaos participe au G1 Tag League 2009, au cours duquel Masato Tanaka, nouveau membre de Chaos, fait ses débuts. Masato Tanaka et Tomohiro Ishii ainsi que Toru Yano et Shinsuke Nakamura sont placés dans le bloc A alors que Karl Anderson et Giant Bernard ainsi que Gedo et Jado sont dans le bloc B. Tomohiro Ishii et Masato Tanaka ont terminé leur bloc avec 4 points alors Toru Yano et Shinsuke Nakamura ont terminé avec 6 points, avançant en demi-finales. Gedo et Jado ont fini leur tournoi avec 2 points alors que Karl Anderson et Giant Bernard ont fini avec 8 points, atteignant les demi-finales. Lors des demi-finales, Shinsuke Nakamura et Toru Yano ont perdu contre Apollo 55 (Prince Devitt et Ryusuke Taguchi) alors que Karl Anderson et Giant Bernard ont battu Takao Omori et Manabu Nakanishi pour avancer en finale,. Lors de la finale, Karl Anderson et Giant Bernard battent Prince Devitt et Ryusuke Taguchi pour remporter le G1 Tag League et déclarent ensuite la guerre à Team 3D. Lors de Destruction '09, Gedo et Jado ont défait Prince Devitt et Ryusuke Taguchi, Takashi Iizuka perd contre Togi Makabe et Masato Tanaka a vaincu Hirooki Goto. Ensuite le match entre Karl Anderson et Giant Bernard et Team 3D (Brother Devon et Brother Ray) comptant pour les IWGP Tag Team Championship se termine en double décompte à l'extérieur après Tomohiro Ishii et Toru Yano ont perdu contre Wataru Inoue et Yūji Nagata puis Shinsuke Nakamura défend avec succès le IWGP Heavyweight Championship contre l'ancien champion Hiroshi Tanahashi. Le 5 décembre, Shinsuke Nakamura conserve son titre en battant Yūji Nagata.
Le 4 janvier 2010 lors de Wrestle Kingdom IV in Tokyo Dome, Karl Anderson et Giant Bernard n'ont pas remportée les IWGP Tag Team Championship contre Tetsuya Naitō et Yujiro Takahashi dans un Three-Way Hardcore Tag Team Match qui impliquait également la Team 3D (Brother Devon and Brother Ray) après Takashi Iizuka, Tomohiro Ishii et Toru Yano font équipe avec Abdullah the Butcher mais ils perdent contre Manabu Nakanishi, Masahiro Chono, Riki Chōshū et Terry Funk. Plus tard dans la soirée, Shinsuke Nakamura conserve son IWGP Heavyweight Championship contre Yoshihiro Takayama. Après sa victoire, Shinsuke Nakamura est défié par Manabu Nakanishi, qu'il bat le 14 février lors d'une émission de la New Japan à Sumo Hall, pour enregistrer sa cinquième défense de titre. Le 30 janvier, Hiroshi Tanahashi et Manabu Nakanishi combattait Shinsuke Nakamura et Toru Yano dans un match par équipe qui s'est terminé avec une victoire de Chaos. Après le match, Toru Yano et Masato Tanaka ont coupé les cheveux de Hiroshi Tanahashi. Du 14 mars au 22 mars, Karl Anderson, Giant Bernard, Tomohiro Ishii, Masato Tanaka et Toru Yano ont participé à la New Japan Cup 2010, mais le groupe a échoué à remporter le tournoi, Giant Bernard, Karl Anderson et Tomohiro Ishii ont été éliminés au premier tour alors que Toru Yano a été éliminé au deuxième tour et Masato Tanaka a perdu en demi-finales contre le futur vainqueur du tournoi Hirooki Goto. Le 4 avril, Toru Yano et Takashi Lizuka se sont retournés contre Karl Anderson puis l'ont exclu du groupe avec l'aide des IWGP Tag Team Champions Tetsuya Naitō et Yujiro Takahashi, qui ont rejoint le groupe. Giant Bernard, qui n'était pas présent au show, décide de quitter Chaos pour rejoindre son partenaire. Plus tard dans la nuit, Shinsuke Nakamura réussit sa sixième défense de titre contre le vainqueur de la New Japan Cup et ancien partenaire Hirooki Goto puis accepte le défi de Togi Makabe pour son titre. Le 3 mai à Wrestling Dontaku 2010, Toru Yano battait Hiroshi Tanahashi dans un match simple après Masato Tanaka et Hirooki Goto ont fait match nul ensuite Tetsuya Naito et Yujiro Takahashi ont perdu leurs IWGP Tag Team Championship contre Wataru Inoue et Yūji Nagata dans un match qui impliquait aussi Giant Bernard et Karl Anderson puis Gedo, Takashi Iizuka et Tomohiro Ishii ont perdu contre Akira, Tiger Mask et Tomoaki Honma. Dans le main event, Shinsuke Nakamura perd son IWGP Heavyweight Championship contre Togi Makabe. Après sa défaite, Shinsuke Nakamura est resté blessé à l'épaule jusqu'à son retour le 19 juin lors de Dominion 6.19, où il bat Daniel Puder sous les yeux de Simon Inoki et de Atsushi Sawada,. Lors du même show, Masato Tanaka perd contre Hirooki Goto après Gedo, Takashi Iizuka et Tomohiro Ishii ont vaincu Kushida, Manabu Nakanishi et Mitsuhide Hirasawa ensuite Tetsuya Naitō et Yujiro Takahashi n'ont pas remporté les IWGP Tag Team Championship au profit de Karl Anderson et Giant Bernard puis Toru Yano perdait contre Hiroshi Tanahashi. Après le match, Toru Yano et Takashi Iizuka ont attaqué Hiroshi Tanahashi mais ils ont été arrêtés par Tajiri, qui sauvait Hiroshi Tanahashi et l'aider à couper les cheveux de Toru Yano pour terminer la rivalité. Toru Yano commence donc une rivalité avec Tajiri, qui avec Kushida et Hiroshi Tanahashi ont éliminé Toru Yano, Takashi Iizuka et Gedo du J Sports Crown Openweight 6 Man Tag Tournament (2010) le 28 juin. Le 19 juillet, Toru Yano battait Tajiri par soumission dans un match simple.

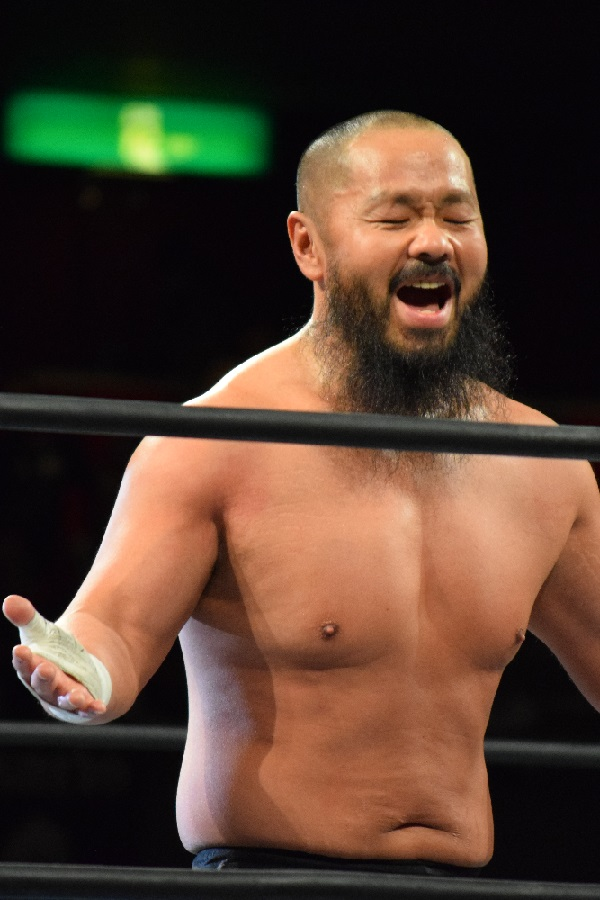
Gedo.

Le 19 juillet, Shinsuke Nakamura reçoit son match revanche pour le IWGP Heavyweight Championship, mais il est battu par Togi Makabe. Du 6 août au 15 août, Toru Yano, Tetsuya Naitō, Yujiro Takahashi et Shinsuke Nakamura participent au G1 Climax 2010, où bloc A, Toru Yano finit le tournoi avec 8 points et Tetsuya Naito avec 7 points après que son match avec Hiroshi Tanahashi se soit terminé en match nul. Dans le bloc B, Yujiro Takahashi a terminé le tournoi avec 4 points avec seulement deux victoires alors Shinsuke Nakamura a remporté quatre de ses sept matchs, et menait son bloc jusqu'au dernier jour, où il a lutté contre Go Shiozaki de la Pro Wrestling Noah pour un match nul de 30 minutes et a donc raté la finale du tournoi d'un point. Le match nul avec Go Shiozaki mène à un match sans limite de temps entre les deux qui a eu lieu lors d'un show de la Pro Wrestling Noah le 22 août, que Shinsuke Nakamura perd. Malgré sa défaite contre Hirooki Goto dans un match pour devenir challenger numéro un le 11 octobre, Shinsuke Nakamura est choisi par le nouveau Champion du Monde Poids-Lourds IWGP Satoshi Kojima pour être challenger numéro un. Le match de  championnat a lieu le 11 décembre, match qui voit Satoshi Kojima conserver le titre. Le 13 novembre, Jado et Gedo battent les nouveaux membres de Chaos Davey Richards et Rocky Romero en finale d'un tournoi de cinq jours pour remporter le Super J Tag League 2010. Grâce à leur victoire, Gedo et Jado ont reçu un match pour les IWGP Junior Heavyweight Tag Team Championship, lors d'un événement de la Dramatic Dream Team le 26 décembre, mais ils ont été battus par les champions Kenny Omega et Kota Ibushi.

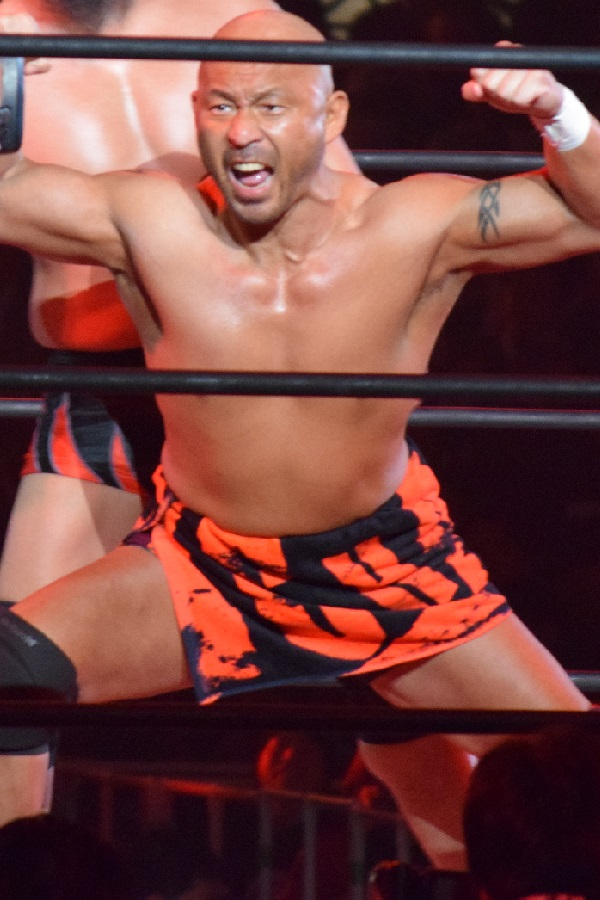
Jado.

Le 4 janvier 2011 au Wrestle Kingdom V à Tokyo Dome, Tetsuya Naito a défié sans succès Jeff Hardy pour le TNA World Heavyweight Championship, mais Shinsuke Nakamura a vengé sa défaite contre Go Shiozaki en le battant plus tard dans la soirée,. Le 3 mai, Davey Richards et Rocky Romero ont défié sans succès Prince Devitt et Ryusuke Taguchi pour les IWGP Junior Heavyweight Tag Team Championship. Plus tard dans la nuit, Shinsuke Nakamura a échoué dans sa tentative de regagner le championnat IWGP Heavyweight de Hiroshi Tanahashi. Du 6 mai au 15 mai, Tetsuya Naito, Toru Yano et Yujiro Takahashi ont participé au tournoi pour couronner le premier IWGP Intercontinental Championship , mais Tetsuya Naito a été éliminé en demi-finale par le vainqueur du tournoi MVP alors que Yujiro Takahashi a également été éliminé en demi-finale par Toru Yano et Toru Yano était battu en finale du tournoi contre MVP. Le 26 mai, Yujiro Takahashi attaque Tetsuya Naito avec les membres de Chaos en lui donnant des coups de pied pour le virer du clan. Du 26 mai au 10 juin, Davey Richards, Jado et Gedo ont participé au Best of the Supers Juniors (2011), où Jado et Gedo ont tous deux terminé le tournoi avec 4 points alors que Davey Richards a terminé le tournoi en remportant six de ses huit matchs de la ronde préliminaire (dont une victoire sur le IWGP Junior Heavyweight Championship Prince Devitt) et a terminé second dans son bloc et a donc accédé aux demi-finales du tournoi,. Le 10 juin, Davey Richards est éliminé du tournoi en demi-finale par le gagnant final de l'ensemble du tournoi, Kota Ibushi. Toru Yano échouera aussi à remporter le titre IWGP Intercontinental Championship contre MVP a deux reprises, le 18 juin à Osaka et le 18 juillet à Sapporo,,. Aussi le 18 juin,  Hideo Saito se retourne contre son leader Yuji Nagata, rejoignant Chaos,. Du 1er août au 14 août, Toru Yano, Yujiro Takahashi, Hideo Saito et Shinsuke Nakamura ont participé au G1 Climax 2011 dans lequel Hideo Saito a terminé avec deux points lorsqu'il a décroché sa première victoire le dernier jour du tournoi dans un match contre son ancien mentor Yuji Nagata, alors que Yujiro Takahashi a terminé avec six points en remportant trois matchs et Shinsuke Nakamura a remporté sept de ses neuf matchs de la ronde préliminaire, terminant premier de son bloc pour accéder à la finale du tournoi, qu'il remporte en battant Tetsuya Naito le 14 août pour obtenir un match pour le IWGP Heavyweight Championship. Le 19 septembre, Hideo Saito a perdu contre Yūji Nagata dans un match de rancune, mais a attaqué Yuji Nagata après le match. Plus tard cette nuit là, Shinsuke Nakamura a défié le champion poids lourd IWGP, mais a échoué à récupérer le titre contre Hiroshi Tanahashi. Le 10 octobre à Destruction '11, Davey Richards et Rocky Romero ont vaincu Prince Devitt et Ryusuke Taguchi pour remporter les IWGP Junior Heavyweight Tag Team Championship pour la première fois. Plus tard dans le show, Toru Yano a perdu face à Yuji Nagata, mais plus tard, a attaqué Hiroshi Tanahashi après qu'il a défendu avec succès son IWGP Heavyweight Championship contre Tetsuya Naito puis qu'il a accepté Yuji Nagata comme son prochain challenger, volant sa ceinture de champion et le renomme le "YWGP Heavyweight Championship",. Dans le main event du show, Masato Tanaka a battu MVP pour remporter le IWGP Intercontinental Championship.

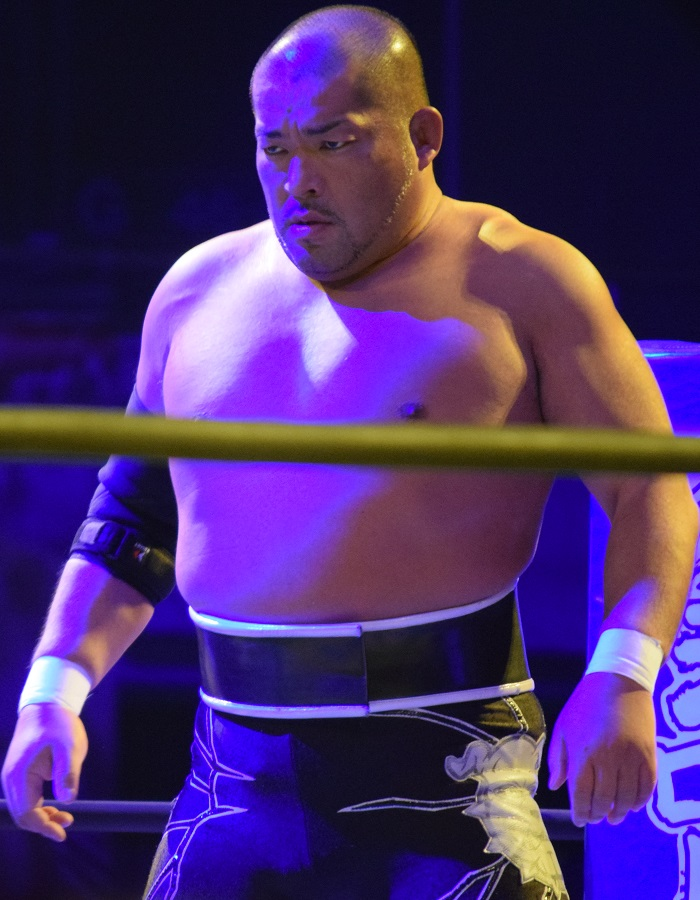
Tomohiro Ishii

Du 22 octobre au 6 novembre, Masato Tanaka et Yujiro Takahashi, Hideo Saito et Takashi Iiuka, Shinsuke Nakamura et Toru Yano (qui ont nommé leur équipe "Chaos Top Team") et Tomohiro Ishii avec Don Fujii ont participé aux  G1 Tag League 2011, où Hideo Saito et Takashi Iizuka ont terminé avec 0 points en perdant tous les matchs de leurs bloc, Tomohiro Ishii et Don Fujii ont terminé avec quatre points en remportant deux matchs, Masato Tanaka et Yujiro Takahashi qui étaient dans le bloc A ont terminé avec 6 points en remportant trois matchs. Toru Yano et Shinsuke Nakamura ont terminé avec 10 points en remportant les cinq matchs de leur phase de groupes, en avançant vers les demi-finales du tournoi avec une feuille blanche. Le 6 novembre , Shinsuke Nakamura et Toru Yano ont été éliminés du tournoi en demi-finale par Lance Archer et Minoru Suzuki. Le 12 novembre à Power Struggle (2011), Decay Richards et Rocky Romero ont vaincu  Kushida et  Tiger Mask pour conserver leurs IWGP Junior Heavyweight Tag Team Championship. Plus tard dans la nuit, Masato Tanaka a fait sa première défense du titre Intercontinental contre Hirooki Goto. Dans le match principal, Toru Yano n'a pas réussi à remporter le IWGP Heavyweight Championship de Hiroshi Tanahashi. À la suite de son tombé sur Prince Devitt lors d'un match de championnat pour les IWGP Junior Heavyweight Tag Team Championship, Decay Richards a reçu un match pour le IWGP Junior Heavyweight Championship le 4 décembre, mais a perdu son match et échoué dans sa tentative de devenir double champion. Aussi le 4 décembre, Masato Tanaka a battu MVP dans un match revanche pour conserver son IWGP Intercontinental Championship avec l'aide de Yujiro Takahashi. Cette même nuit, le comportement erratique de Hideo Saito et les mauvais résultats de ses matchs ont mené le reste de Chaos à l'exclure du groupe. Le 28 décembre, Yoshi-Hashi rejoint le groupe.

#### L'ascension de Kazuchika Okada vers la célébrité

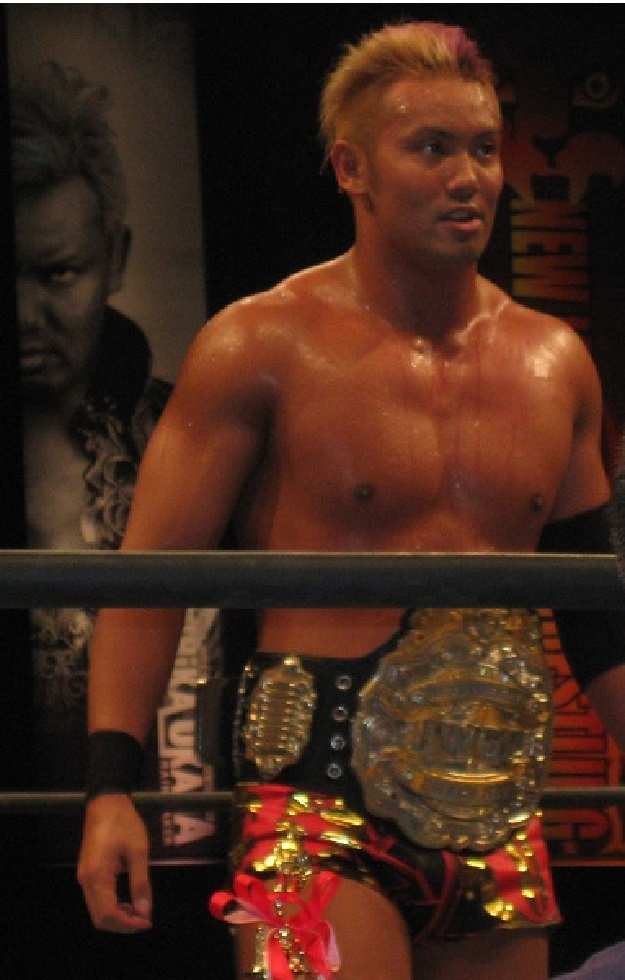
Kazuchika Okada

Le 4 janvier 2012 à Wrestle Kingdom VI in Tokyo Dome, Davey Richards et Rocky Romero ont perdu les IWGP Junior Heavyweight Tag Team Championship face à Prince Devitt et Ryusuke Taguchi, tandis que le nouveau membre Yoshi-Hashi a été vaincu en cinq minutes par Kazuchika Okada. Plus tard dans la nuit, Chaos Top Team a été vaincu par la Pro Wrestling Noah et ses représentants Go Shiozaki et Naomichi Marufuji. Lors de la conférence de presse du lendemain, Kazuchika Okada, qui avait lancé un défi à Hiroshi Tanahashi pour le IWGP Heavyweight Championship à la fin de Wrestle Kingdom, révéla qu'il avait également rejoint Chaos, recrutant Gedo comme responsable et porte-parole. Le 12 février à The New Beginning (2012), Davey Richards et Rocky Romero ont battu Apollo 55 pour regagner les IWGP Junior Heavyweight Tag Team Championship. Après Masato Tanaka a perdu le IWGP Intercontinental Championship face à Hirooki Goto lors de sa troisième défense de titre. Dans le main event, Kazuchika Okada a battu Hiroshi Tanahashi pour remporter le IWGP Heavyweight Championship pour la première fois de sa carrière. Kazuchika Okada a fait sa première défense de titre le 4 mars, battant Tetsuya Naito dans l'événement principal de l'événement du 40e anniversaire de NJPW. Le même jour, Toru Yano et Takashi Iizuka ont également battu les IWGP Tag Team Champions Hiroyoshi Tenzan et Satoshi Kojima dans un match sans enjeu, avec Toru Yano réalisant le tombé sur Satoshi Kojima pour la victoire. Davey Richards a reçu son deuxième match pour le IWGP Junior Heavyweight Championship le 10 mars, mais il a encore été battu par Prince Devitt. Le 18 mars, Toru Yano et Takashi Iizuka ont attaqué Hiroyoshi Tenzan et Satoshi Kojima après qu'ils ont défendu avec succès leurs titres contre Lance Archer et Yoshihiro Takayama et leur ont volé leurs titres. Le 21 avril, Low Ki fait son retour à la NJPW, rejoint Chaos et fait équipe avec Gedo, Jado et Rocky Romero dans un match par équipe de huit, où ils battent Jyushin Thunder Liger, Prince Devitt, Ryusuke Taguchi et Tiger Mask, avec Low Ki réalisant le tombé sur le IWGP Junior Heavyweight Champion Price Devitt pour la victoire. Du 1er avril au 8 avril, Yoshi-Hashi, Yujiro Takahashi, Shinsuke Nakamura et Toru Yano ont participé à la New Japan Cup 2012 dans laquelle Yoshi-Hashi, Yujiro Takahashi et Toru Yano ont été éliminés au premier tour tandis que Shinsuke Nakamura a été éliminé au deuxième tour par Karl Anderson. Le 2 mai, Davey Richards et Rocky Romero ont perdu leurs IWGP Junior Heavyweight Tag Team Championship à la suite d'un accident de voiture qui a forcé Davey Richards à manquer son vol pour le Japon et l'événement Wrestling Dontaku 2012, où les deux devaient défendre leurs titres contre Jushin Thunder Liger et Tiger Mask et par conséquent Davey Richards a quitté le groupe pour se soigner,. Le 3 mai à Wrestling Dontaku (2012), Low Ki bat Prince Devitt pour remporter le IWGP Junior Heavyweight Championship après Takashi Iizuka et Toru Yano ont battu Hiroyoshi Tenzan et Satoshi Kojima pour gagner les IWGP Tag Team Championship. Dans le main event, Kazuchika Okada a vaincu le vainqueur de la New Japan Cup 2012 et IWGP Intercontinental Champions Hirooki Goto pour sa deuxième défense de titre. Du 27 mai au 10 juin, Gedo, Jado et Low Ki ont participé au Best of the Super Juniors (2012) où Gedo a terminé avec 4 points, Jado avec 4 points et Low Ki avec 16 points, remportant tous ses matchs de son bloc et s'avançant vers les demi-finales, où il bat Prince Devitt pour avancer vers la finale durant laquelle il perd contre Ryusuke Taguchi. Également au dernier jour du Best of the Super Juniors, Alex Koslov rejoint le clan et  forme l'équipe Forever Hooligans avec son ancien partenaire de l'AAA, Rocky Romero. Le 16 juin à Dominion 6.16, Brian Kendrick rejoint le clan en faisant équipe avec Gedo et Jado dans un match par équipe de trois, où ils battent Jyushin Thunder Liger, Kushida et Tiger Mask quand Brian Kendrick attaque Kushida avec le  Sliced Bread # 2 . Lors du même show, Low Ki bat Ryusuke Taguchi dans un match revanche pour conserver son IWGP Junior Heavyweight Championship tandis que la première défense des titres de Toru Yano et Takashi Iizuka, dans un match revanche contre Hiroyoshi Tenzan et Satoshi Kojima, s'est terminée en non-contest. Ils ont perdu les IWGP Tag Team Championship quatre jours plus quand ils ont été obligés de les rendre vacants. Et dans le match principal, Kazuchika Okada a perdu le IWGP Heavyweight Championship contre Hiroshi Tanahashi, terminant son règne à 125 jours. Trois jours plus tard, Brian Kendrick, Gedo et Jado ont été éliminés du J Sports Crown Openweight 6 Man Tag Tournament (2012) au premier tour par l'équipe du IWGP Heavyweight Champion Hiroshi Tanahashi, Kushida et Máscara Dorada. Le 22 juillet, Toru Yano et Takashi Iizuka ont été défaits par Hiroyoshi Tenzan et Satoshi Kojima dans un match de décision et n'ont pas remporté les vacants IWGP Tag Team Championship, après Alex Koslov et Rocky Romero ont battu Jyushin Thunder Liger et Tiger Mask pour remporter les IWGP Junior Heavyweight Tag Team Championship. Et après, Shinsuke Nakamura bat Hirooki Goto pour remporter le IWGP Intercontinental Championship pour la première fois de sa carrière. Le 29 juillet, Low Ki a perdu son titre contre Kota Ibushi lors de sa deuxième défense de titre,.

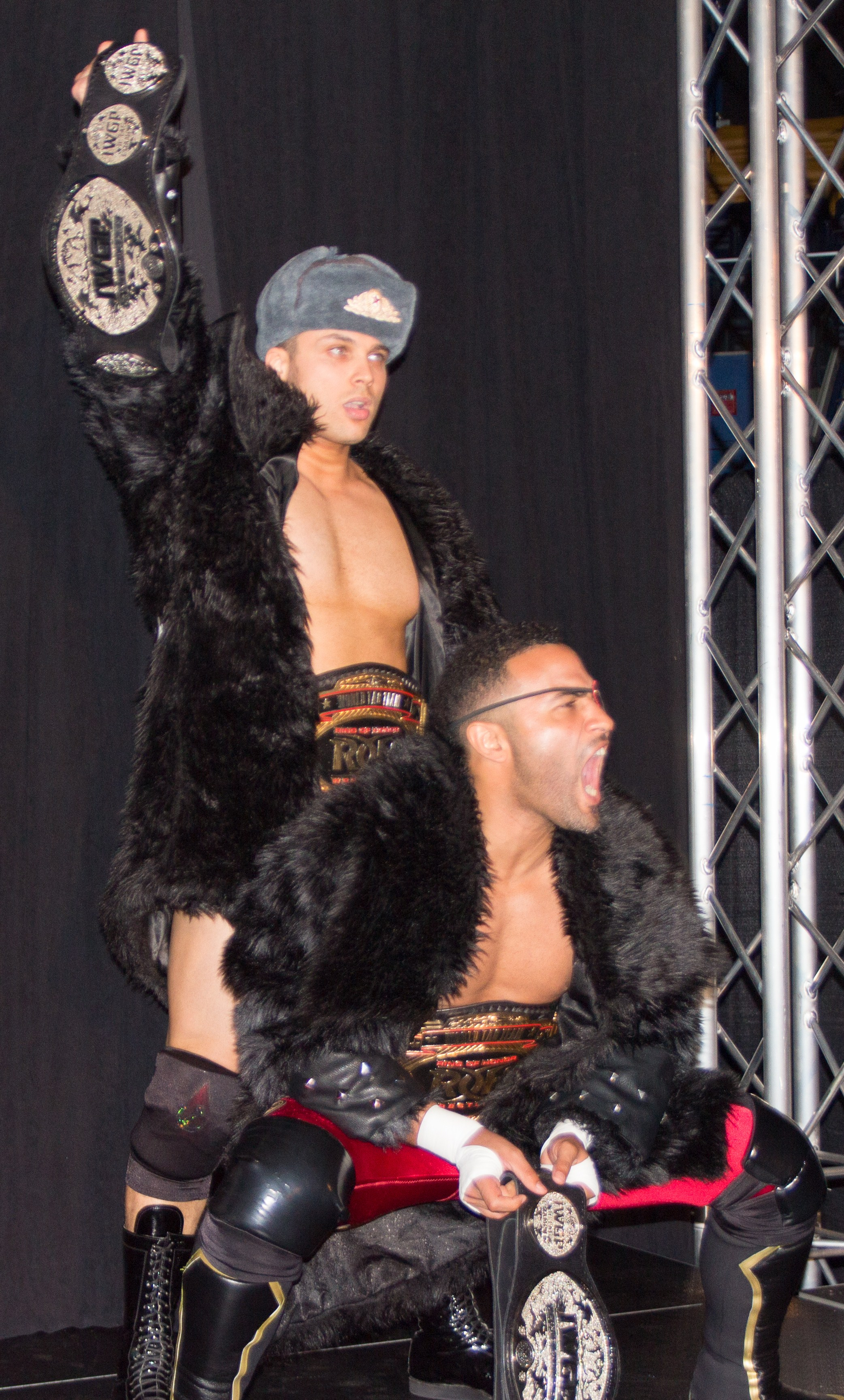
Forever Hooligans, Alex Koslov et Rocky Romero, avec les IWGP Junior Heavyweight Tag Team Championship et les ROH World Tag Team Championship en 2013

Du 1er août au 12 août, Kazuchika Okada, Shinsuke Nakamura, Toru Yano et Yujiro Takahashi ont participé aux G1 Climax (2012) durant lesquelles Toru Yano et Yujiro Takahashi ont terminé avec 6 points, Shinsuke Nakamura avec 8 points et Kazuchika Okada avec 10 points, avançant en finale. Pendant le tournoi, Kazuchika Okada a lutté dans le même bloc que le leader de Chaos (Shinsuke Nakamura) et le 5 août il a été battu par Shinsuke Nakamura, qui a effectivement consolidé sa position en tant que leader du groupe. Lors de la finale du tournoi le 12 août, Kazuchika Okada a battu Karl Anderson pour remporter le G1 Climax 2012. Il bat le record de Masahiro Chono en étant le plus jeune vainqueur G1 Climax de l'histoire, Kazuchika Okada a annoncé qu'il voulait son match pour le IWGP Heavyweight Championship le 4 janvier à NJPW Wrestle Kingdom 7 à Tokyo Dome. Kazuchika Okada a signé un contrat pour le match à Tokyo Dome le 6 septembre, ce qui en fait le candidat officiel au IWGP Heavyweight Championship au plus grand événement de l'année de la NJPW,. Cependant, avant le 4 janvier, il devra défendre son contrat comme s'il s'agissait d'un championnat. Le 8 octobre à King of Pro-Wrestling (2012), Alex Koslov et Rocky Romero ont réalisé leur première défense de titre victorieuse en battant Alex Shelley et  Kushida,. Plus tard dans la nuit, Low Ki a récupéré le IWGP Junior Heavyweight Championship contre Kota Ibushi,. Aussi ce soir-là, Kazuchika Okada a fait sa première défense de son IWGP Heavyweight Championship Contrat avec succès contre Karl Anderson,. Et ensuite, Shinsuke Nakamura a défendu avec succès son IWGP Intercontinental Championship contre Hirooki Goto,. Le 21 octobre, Jado et Gedo ainsi que Alex Koslov, Rocky Romero puis Brian Kendrick et Low Ki ont participé au Super Jr. Tag Tournament (2012), au cours duquel Jado et Gedo et Brian Kendrick et Low Ki ont été éliminés au premier tour tandis que Alex Koslov et Rocky Romero ont été éliminés en demi-finale par Prince Devitt et Ryusuke Taguchi. Le 12 novembre à  Power Struggle 2012, Alex Koslov et Rocky Romero ont perdu les IWGP Junior Heavyweight Tag Team Championship face aux gagnants du Super Jr. Tag Tournament les Time Splitters (Alex Shelley et Kushida), mettant fin à leurs règnes de 112 jours,. Plus tard cette nuit-là, Low Ki perd le IWGP Junior Heavyweight Championship contre Prince Devitt dans sa première défense de titre,. Aussi, Kazuchika Okada a fait une autre défense de son IWGP Heavyweight Championship Contrat avec succès contre Hirooki Goto tandis que Shinsuke Nakamura a fait sa deuxième défense du IWGP Intercontinental Championship avec succès contre Karl Anderson,. Et dans le main event, Yujiro Takahashi a reçu son premier match pour le IWGP Heavyweight Championship, mais il a été battu par Hiroshi Tanahashi,. En battant Hirooki Goto, le match pour le IWGP Heavyweight Championship à Tokyo Dome entre Hiroshi Tanahashi et Kazuchika Okada a été officialisé,. Du 15 novembre au 19 novembre, Yujiro Takahashi, Masato Tanaka, Yoshi-Hashi et Tomohiro Ishii ont participé à un tournoi pour couronner le premier NEVER Openweight Championship, mais Yujiro Takahashi a été éliminé au premier tour, tandis que Yoshi-Hashi a été éliminé au deuxième tour par Tomohiro Ishii et Tomohiro Ishii a été éliminé par Masato Tanaka en demi-finale. Masato Tanaka a battu Karl Anderson lors de la finale pour devenir le premier NEVER Openweight Champion de la NJPW. Du 20 novembre au 2 décembre, Kazuchika Okada et Yoshi-Hashi, Shinsuke Nakamura et Tomohiro Ishii, Takashi Iizuka et Toru Yano et Yujiro Takahashi et Masato Tanaka ont participé au World Tag League (2012), Kazuchika Okada et Yoshi-Hashi, Shinsuke Nakamura et Tomohiro Ishii, Takashi Iizuka et Toru Yano et Yujiro Takahashi et Masato Tanaka ont tous terminé le tournoi avec six points, trois victoires et trois défaites. Le 10 décembre,  Tokyo Sports  a nommé Kazuchika Okada Superstar de l'année 2012 dans tous les puroresu ,. Son match avec Hiroshi Tanahashi du 16 juin a également été nommé match de l'année,. Lors d'un épisode de la NJPW le 20 décembre, Toru Yano a annoncé que Bob Sapp représenterait Chaos le 4 janvier au Tokyo Dome.

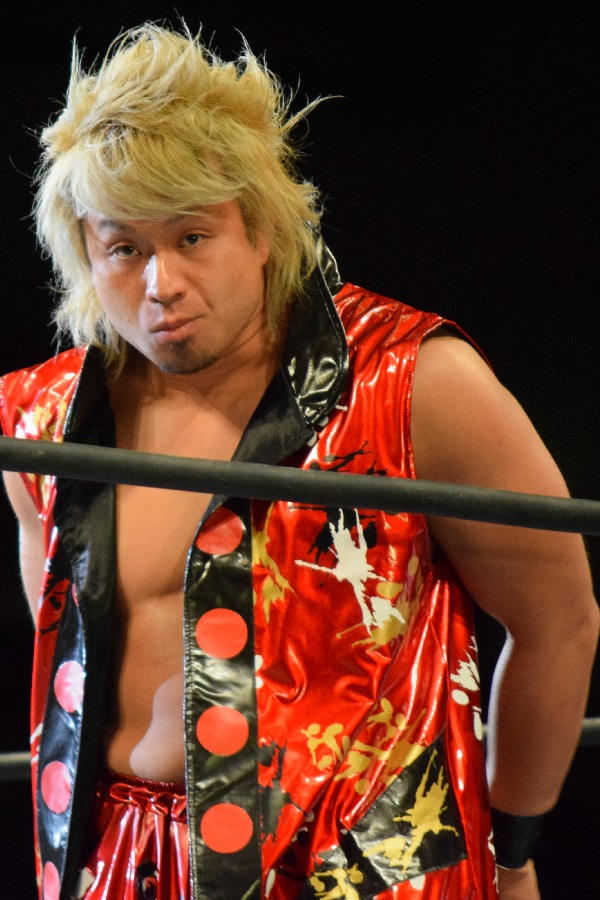
Yoshi-Hashi

Le 4 janvier 2013 au Wrestle Kingdom 7 à Tokyo Dome, Bob Sapp, Toru Yano, Takashi Iizuka et Yujiro Takahshi ont perdu contre  Akebono, Manabu Nakanishi, MVP et Jon Andersen. Plus tard cette nuit-là, Masato Tanaka a conservé son NEVER Openweight Championship en battant Shelton Benjamin. Low Ki défit sans succès Prince Devitt pour le IWGP Junior Heavyweight Championship dans un match à trois qui comprenait également Kota Ibushi,. Shinsuke Nakamura a battu Kazushi Sakuraba pour sa troisième défense réussite du IWGP Intercontinental Championship,. Et dans le main event, Kazuchika Okada a échoué dans son match pour remporter le IWGP Heavyweight Championship contre Hiroshi Tanahashi,. Également le jour même, la New Japan a retiré le profil de Low Ki de son site officiel, signalant qu'il quittait la fédération et donc Chaos. Le 15 janvier, Kazuchika Okada a publiquement rejeté les rumeurs selon lesquelles il allait signer avec la WWE et a annoncé qu'il venait de signer une prolongation de contrat avec la NJPW. Du 18 au 19 janvier, Shinsuke Nakamura a participé au week-end Fantastica Mania 2013 (co - produit par la New Japan et la Consejo Mundial de Lucha Libre) et dans l'événement principal de la deuxième nuit, il a réussi sa quatrième défense de son IWGP Intercontinental Championship contre La Sombra. Le 9 février, Toru Yano et Takashi Iizuka ont fait une apparition pour la Pro Wrestling Noah, luttant contre Maybach Taniguchi et  Maybach Taniguchi Jr. match qui se termina en double disqualification. Plus tard dans la nuit, Toru Yano et Takashi Iizuka ont attaqué  Kenta après l'événement principal, ce qui a conduit Maybach Taniguchi à sauver son compagnon, mais il a fini par frapper Kenta avec une chaise et Toru Yano a ensuite saisi Naomichi Marufuji et Takashi Sugiura avant de leur passer les GHC Tag Team Championship de Maybach Taniguchi et de Kenta. Le lendemain, Toru Yano et Takashi Iizuka ont été nommés prétendants numéro un au GHC Tag Team Championship. Courant février, Kazuchika Okada et Chaos sont rentrés en rivalité avec l'autre clan de la NJPW Suzuki-gun. Cette rivalité amène à des matchs entre les deux clans à The New Beginning in Hiroshima (2013), où Kazuchika Okada, positionné comme le favori des fans, a été battu par le leader de Suzuki-gun Minoru Suzuki à la suite d'une interférence de Taichi. Après pour sa deuxième défense de titre, Masato Tanaka conserve son NEVER Openweight Championship en battant Tomohiro Ishii. Puis Alex Koslov et Rocky Romero ont défié sans succès les TimeSplitters pour les IWGP Junior Heavyweight Tag Team Championship. Le 3 mars à l'occasion du "41e anniversaire de la New Japan", Shinsuke Nakamura a battu Lance Archer de Suzuki-gun pour conserver son IWGP Intercontinental Championship lors de sa cinquième défense de titre. Le 10 mars, Toru Yano et Takashi Iizuka ont vaincu Naomichi Marufuji et Takashi Sugiura pour remporter les GHC Tag Team Championship.
Du 11 mars au 23 mars, Kazuchika Okada, Toru Yano, Shinsuke Nakamura, Tomohiro Ishii et Yujiro Takahashi ont participé à la  New Japan Cup 2013, durant laquelle Tomohiro Ishii et Shinsuke Nakamura ont été éliminés au premier tour et Yujiro Takahashi a été éliminé au deuxième tour. Toru Yano a été éliminé en demi-finale par Kazuchika Okada puis Kazuchika Okada a battu Hirooki Goto pour remporter la New Japan Cup 2013. Le 5 avril, Shinsuke Nakamura et Tomohiro Ishii ont défié sans succès Killer Elite Squad (Davey Boy Smith Jr. et Lance Archer) pour les championnats par équipe IWGP. Deux jours plus tard à Invasion Attack (2013), Shinsuke Nakamura a défendu avec succès le championnat intercontinental IWGP contre Davey Boy Smith Jr., vengeant sa défaite au premier tour de la New Japan Cup,. Dans le match principal, Kazuchika Okada a battu Hiroshi Tanahashi pour remporter le championnat poids lourds IWGP pour la deuxième fois,,. À la Pro Wrestling Noah du 13 avril au 28 avril, Takashi Iizuka et Toru Yano puis Yujiro Takahashi et Maybach Taniguchi ont participé à la Global Tag League 2013, au cours de laquelle Toru Yano et Takashi Iizuka et Yujiro Takahashi et Maybach Taniguchi ont terminé le tournoi avec 4 points (deux victoires et deux défaites). Le 3 mai à Wrestling Dontaku 2013, Alex Koslov et Rocky Romero ont récupéré les titres de l'équipe IWGP Junior Heavyweight en battant les Time Splitters,. Plus tard dans la nuit, Takashi Iizuka et Toru Yano ont défié KES sans succès dans un match par équipe à quatre équipes pour le championnat IWGP Tag Team Championship qui impliquait également Muscle Orchestra (Manabu Nakanishi et Strong Man) et les gagnants ont fini par être Hiroyoshi Tenzan et Satoshi Kojima tandis que Masato Tanaka a réalisé sa troisième défense de titre avec succès contre Tomoaki Honma. Et Shinsuke Nakamura a vaincu le nouveau membre de Suzuki-gun  Shelton X Benjamin pour sa huitième défense réussie du championnat intercontinental IWGP,. Dans l'événement principal, Kazuchika Okada a réussi sa première défense de titre poids lourds IWGP contre Minoru Suzuki,. Toru Yano et Takashi Iizuka ont fait leur première défense réussie du Championnat par équipe GHC le 12 mai, contre Mikey Nicholls et Shane Haste, qui les avait vaincus lors de la Global Tag League. Après le match, Toru Yano s'est nommé le candidat numéro un au GHC Heavyweight Championship de Kenta ce qui a été officialisé le lendemainFin mai, Alex Koslov et Rocky Romero ont pris part au Best of the Super Juniors 2013 dans un bloc séparé et à la fin du tournoi, ils ont terminé avec 8 points. Le 31 mai, Shinsuke Nakamura a perdu le championnat intercontinental IWGP contre La Sombra dans un événement de la CMLL, mettant fin à son règne de 313 jours et huit défenses de titre réussies,,,. Le 2 juin à la Pro Wrestling Noah, Toru Yano a reçu une chance pour le GHC Heavyweight Championship, mais il a fini par perdre contre le champion en titre Kenta,. Cela a mené à un match de championnat par équipe GHC le 8 juin, où Toru Yano et Takashi Iizuka ont défendu avec succès leur titre contre Kenta et Yoshihiro Takayama, avec Toru Yano faisant le tombé sur Kenta pour la victoire. Le 22 juin à Dominion 6.22, Alex Koslov et Rocky Romero ont fait leur première défensive réussie du Championnat junior IWGP Heavyweight Tag Team dans un match revanche contre Time Splitters,. Plus tard dans la soirée, un match triple menace par équipe a eu lieu pour le championnat par équipe IWGP organisé par Tencozy, qui comprenait également Toru Yano et Takashi Iizuka ainsi que KES. Le match a été remporté par Tencozy, seulement après le match Toru Yano a encore une fois volé les ceintures IWGP par équipe. Dans le main event, Kazuchika Okada a fait sa deuxième défense réussie du championnat IWGP Heavyweight contre Togi Makabe. Le 20 juillet, Masato Tanaka a effectué sa quatrième défense de titre contre Tetsuya Naito. Plus tard dans la nuit, Shinsuke Nakamura a regagné le championnat intercontinental IWGP contre La Sombra , devenant le premier détenteur du titre à l'avoir gagné à deux reprises. Également dans la soirée, Toru Yano et Takashi Iizuka ont été battus par Tencozy dans un autre match pour les IWGP Tag Team Championship,. Le 27 juillet, Alex Koslov et Rocky Romero retournent à la ROH battent reDRagon et remportent les ROH World Tag Team Championship. Ils perdront leurs titres sept jours plus tard, lors de leur première défense de titre le 3 août contre The American Wolves.
Du 1er août au 11 août, Kazuchika Okada, Tomohiro Ishii, Shinsuke Nakamura et Toru Yano ont participé au G1 Climax 2013, au cours duquel Tomohiro Ishii a terminé avec 6 points, Toru Yano avec 8 points, Kazuchika Okada avec 9 points et Shinsuke Nakamura avec 10 points. Le 29 septembre à Destruction (2013), Masato Tanaka a perdu le Championnat Never Openweight dans un match revanche contre Tetsuya Naito, terminant son règne à 314 jours et ne remporte pas le IWGP Heavyweight Championship Contrat de Tetsuya Naito. Plus tard cette nuit, Shinsuke Nakamura a battu Shelton X Benjamin pour faire la première défense réussie de son deuxième règne en tant que champion Intercontinental IWGP. Dans l'événement principal, Kazuchika Okada a vengé sa défaite de G1 Climax en battant Satoshi Kojima pour sa quatrième défense de titre réussie du championnat IWGP Heavyweight,,. Le 14 octobre à King of Pro-Wrestling (2013), Alex Koslov et Rocky Romero ont perdu leurs titres contre Taichi et Taka Michinoku dans un match revanche. Plus tard dans la nuit, Yujiro Takahashi a défié sans succès son ancien partenaire Tetsuya Naito pour le championnat NEVER Openweight et pour devenir challenger numéro un au titre de champion du championnat poids lourd IWGP. Alors que Shinsuke Nakamura a battu le représentant de la Pro Wrestling Noah, Naomichi Marufuji, pour remporter sa deuxième victoire en titre du championnat intercontinental IWGP. Dans le main event, Kazuchika Okada a réalisé sa cinquième défense de titre poids lourds contre Hiroshi Tanahashi qui avait sa dernière chance pour le titre,,. Avec sa victoire, la NJPW a prétendu que Kazuchika Okada avait pris la place de Shinsuke Tanahashi en tant qu '"as" de la fédération. Du 25 octobre au 6 novembre, Gedo et Jado et les Forever Hoolingans (Brian Kendrick et le nouveau membre Chaos Beretta) ont participé au Best of the Super Junior Tag Team Tournament, au cours duquel les Forever Hoolingans ont été éliminés au premier tour par les  Young Bucks (Matt et Nick Jackson) tandis que Gedo et Jado ont été éliminés en demi-finale par The Young Bucks. Après le tournoi, Brian Kendrick fait équipe avec plusieurs membres de Chaos dans des matchs par équipe jusqu'au 6 novembre, jour où il quitte Chaos et la NJPW,. Le 9 novembre à Power Struggle (2013), Shinsuke Nakamura a réussi sa troisième défense de titre contre Minoru Suzuki (si Shinsuke Nakamura avait perdu le titre, il aurait dû rejoindre Suzuki-gun) et a nommé Hiroshi Tanahashi comme son prochain challenger, mettant en place le premier match entre les deux rivaux de longue date depuis plus de deux ans. Plus tard dans la soirée, Kazuchika Okada a vaincu Karl Anderson dans un match revanche de la finale du G1 Climax 2013 pour sa sixième défense de titre,,. Du 23 novembre au 8 décembre, Shinsuke Nakamura et Tomohiro Ishii, Kazuchika Okada et Yoshi-Hashi, Takashi  Iizuka et Yujiro Takahashi et Masato Tanaka et Toru Yano ont participé au World Tag League 2013, au cours de laquelle Shinsuke Nakamura et Tomohiro Ishii et Takashi Iizuka et Yujiro Takahashi ont fini avec 6 points et Kazuchika Okada et Yoshi-Hashi et Masato Tanaka et Toru Yano ont terminé avec 4 points et donc aucune équipe ne remporte le tournoi. Après cela Masato Tanaka quitte Chaos. À la suite d'une réaction décevante des fans face à une confrontation entre Kazuchika Okada et Tetsuya Naito, la NJPW a annoncé que les fans voteraient pour savoir si eux ou Shinsuke Nakamura et Hiroshi Tanahashi pour le championnat intercontinental IWGP seraient le véritable événement principal de l'émission Tokyo Dome,. Les résultats ont été publiés le 9 décembre, Kazuchika Okada et Tetsuya Naito n'avaient obtenu que la moitié des voix de Shinsuke Nakamura et Hiroshi Tanahashi et ont ainsi perdu leur place dans le match principal pour le plus grand spectacle de l'année de NJPW,. Ce même jour, Kazuchika Okada est devenu le premier lutteur en 25 ans à remporter le prix de catcheur de l'année consécutif de Tokyo Sports ,.

#### De nombreux succès

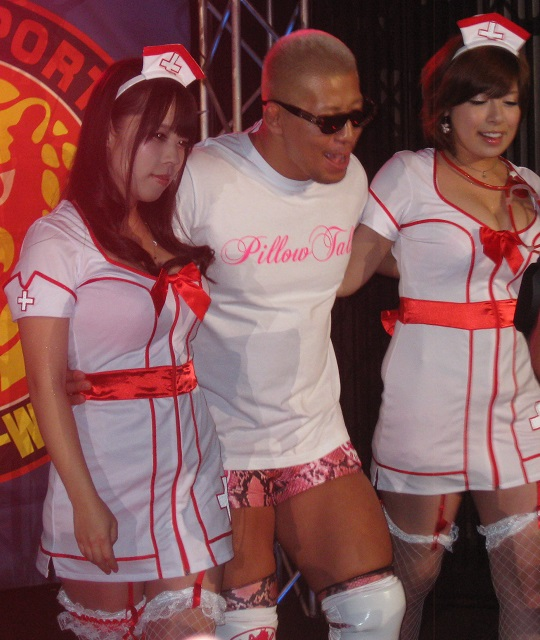
Yujiro Takahashi a trahi Chaos pour devenir le premier membre japonais du Bullet Club en mai 2014

Le 4 janvier 2014 à Wrestle Kingdom 8 dans Tokyo Dome, Kazuchika Okada a battu Tetsuya Naito pour sa septième défense de titre,. Plus tard dans le match principal, Shinsuke Nakamura a perdu le championnat intercontinental IWGP face à Hiroshi Tanahashi,. Le 9 février à The New Beginning in Hiroshima, Shinsuke Nakamura échoue dans sa tentative de regagner le championnat intercontinental de l'IWGP,. Deux jours plus tard à The New Beginning in Osaka (2014), Tomohiro Ishii a battu Tetsuya Naito pour remporter le titre NEVER Openweight, gagnant son premier titre à la NJPW,,. Plus tard dans l'événement principal, Kazuchika Okada a vaincu Hirooki Goto pour faire sa huitième défense du titre,. Du 15 mars au 23 mars Shinsuke Nakamura, Tomohiro Ishii et Yujiro Takahashi ont participé à la New Japan Cup 2014, au cours duquel Tomohiro Ishii et Yujiro Takahashi ont été éliminés au premier tour tandis que Shinsuke Nakamura a vaincu Bad Luck Fale lors de la finale le 23 mars pour remporter le tournoi après avoir accepté le challenge de Hiroshi Tanahashi pour une autre revanche pour le championnat intercontinental IWGP. Le 6 avril lors de Invasion Attack 2014, Tomohiro Ishii a vaincu Tetsuya Naito pour sa première défense de titre,,. Plus tard dans l'événement principal, Shinsuke Nakamura a battu Hiroshi Tanahashi pour remporter le championnat intercontinental de l'IWGP pour la troisième fois,. Aussi cette nuit-là, Kazuchika Okada s'est trouvé un nouveau challenger qui est le dernier membre du Bullet Club, le débutant AJ Styles, qui a prétendu que Kazuchika Okada était toujours le même "jeune garçon" qu'il avait connu à la TNA,. La deuxième défense de titre de Tomohiro Ishii du championnat Never Openweight a eu lieu six jours plus tard lors du voyage de la NJPW à Taiwan, quand il a battu Kushida. Le 3 mai à Wrestling Dontaku 2014, Tomohiro Ishii a fait sa troisième défense de titre contre Tomoaki Honma et a ensuite été défié par Kota Ibushi, l'actuel champion Poids Lourd Junior IWGP,, avec qui il avait eu des matchs passionnants depuis le G1 Climax de l'année dernière[C'est-à-dire ?],. Et dans le main event, Kazuchika Okada avec ses treize mois de règne en tant que Champion poids lourd IWGP, a perdu le titre face à AJ Styles dans sa neuvième défense de titre après que Yujiro Takahashi l'ait attaqué pour trahir Chaos et rejoint le Bullet Club,,. En mai, Kazuchika Okada a participé à la tournée nord-américaine de la NJPW, au cours de laquelle il a reçu une revanche pour le championnat IWGP Heavyweight. Le 17 mai à New York, Kazuchika Okada a défié AJ Styles pour le titre dans un match à trois qui comprenait également Michael Elgin, que AJ Styles a battu pour la victoire.

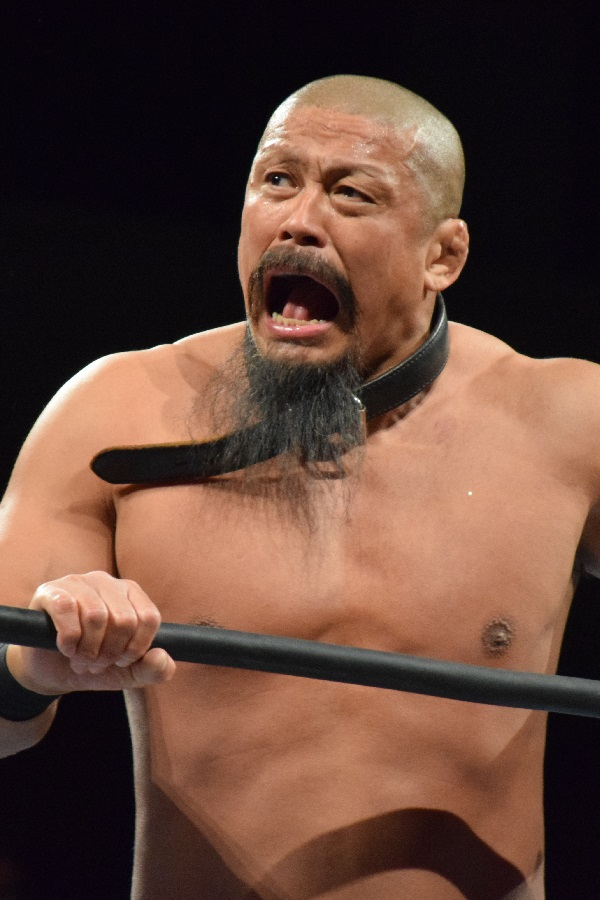
Takashi Iizuka, qui s'est retourné contre le clan en mai 2014

Tomohiro Ishii a conservé son titre pour sa quatrième défense de titre contre Kota Ibushi le 25 mai, mais Ishii a été entraîné dans la rivalité entre Chaos et le Bullet Club lorsqu'il a été attaqué après le match par Yujiro Takahashi, qui s'est désigné comme son prochain challenger,,. Plus tard dans la soirée, Shinsuke Nakamura a fait la première défense de titre de son troisième règne en tant que Champion Intercontinental IWGP en battant Daniel Gracie,. Dans l'événement principal, Kazuchika Okada a défié sans succès AJ Styles pour le championnat IWGP Heavyweight,. Lors de ce show, Toru Yano et Takashi Iizuka ont affronté Minoru Suzuki et Shelton X Benjamin dans un match par équipe, durant lequel Takashi Iizuka a attaqué Toru Yano et Chaos, aidant Minoru Suzuki à réaliser le tombé pour la victoire et rejoindre Suzuki-gun,. Du 30 mai au 8 juin, Alex Koslov et Rocky Romero ont pris part au Best of the Super Juniors 2014, mais après le premier match de Alex Koslov contre Ricochet il se disloque l'épaule gauche et a été forcé de se retirer du tournoi. Rocky Romero termine le tournoi avec 6 points tandis que Kazushi Sakuraba a rejoint le groupe et a formé un partenariat avec Toru Yano,. Le 29 juin, Tomohiro Ishii a perdu le championnat NEVER Openweight face à Yujiro Takahashi lors de sa cinquième défense de titre, à la suite d'une interférence extérieure du Bullet Club,,. Le 21 juin à Dominion 6.21, Shinsuke Nakamura a perdu son titre Intercontinental contre Bad Luck Fale dans sa deuxième défense de titre,.
Du 21 juillet au 10 août, Kazuchika Okada, Shinsuke Nakamura, Tomohiro Ishii et Toru Yano ont participé au G1 Climax 2014, au cours duquel Tomohiro Ishii a terminé à égalité au cinquième rang de son bloc avec cinq victoires et cinq défaites,, travaillant ses deux derniers matchs avec une blessure à une épaule, alors que Toru Yano a terminé avec un record de quatre victoires et six défaites (dont une victoire sur Mironu Suzuki),,. Kazuchika Okada et Shinsuke Nakamura ont remporté leur bloc avec 16 points, les deux se qualifiant pour la finale remportées par Kazuchika Okada,. Le 21 septembre à Destruction in Kobe (2014), Yoshi-Hashi et Kazuchika Okada ont défié sans succès Doc Gallows et Karl Anderson pour les championnats Tag Team IWGP,. Dans le match principal, Shinsuke Nakamura a regagné le championnat intercontinental IWGP contre Bad Luck Fale,. Deux jours plus tard lors de Destruction in Okayama (2014), Yoshi-Hashi a échoué à gagner le NEVER Openweight Championship contre Yujiro Takahashi. Dans l'événement principal de la soirée, Kazuchika Okada a défendu avec succès le contrat de G1 Climax pour un match de championnat IWGP Heavyweight Championship contre Karl Anderson,. Le 13 octobre à King of Pro-Wrestling (2014), Tomohiro Ishii a regagné le championnat NEVER Openweight de Yujiro Takahashi, devenant le premier détenteur de la ceinture à deux reprises,,. Plus tard dans la nuit, Kazuchika Okada a fait une autre défense réussite de son contrat contre Tetsuya Naito,. Le 8 novembre à Power Struggle 2014, Tomohiro Ishii a réussi sa première victoire au pour conserver son titre de champion du monde Openweight contre Hirooki Goto,. Plus tard dans l'événement principal, Shinsuke Nakamura fait sa première défense de son titre avec succès du champion Intercontinental IWGP contre Katsuyori Shibata. Du 22 novembre au 7 décembre, Chaos a participé au World Tag League 2014, ayant trois équipes pour participer au tournoi, avec Kazuchika Okada et Yoshi-Hashi dans le bloc A et Shinsuke Nakamura et Tomohiro Ishii et Kazushi Sakuraba et Toru Yano dans le bloc B,. Dans le bloc A, Kazuchika Okada et Yoshi-Hashi ont terminé leur bloc avec un record de quatre victoires et trois défaites, ne parvenant pas à accéder à la finale. Dans le bloc B, l'équipe de Shinsuke Nakamura et Tomohiro Ishii a terminé deuxième dans son bloc avec un record de quatre victoires et trois défaites, manquant de justesse la finale du tournoi en raison d'avoir perdu contre Hirooki Goto et Katsuyori Shibata le dernier jour, alors que l'équipe de Kazushi Sakuraba et Toru Yano ont terminé au milieu de leur bloc avec un record de trois victoires, un match nul et trois défaites,. Pendant le tournoi, Kazushi Sakuraba devient membre du groupe.

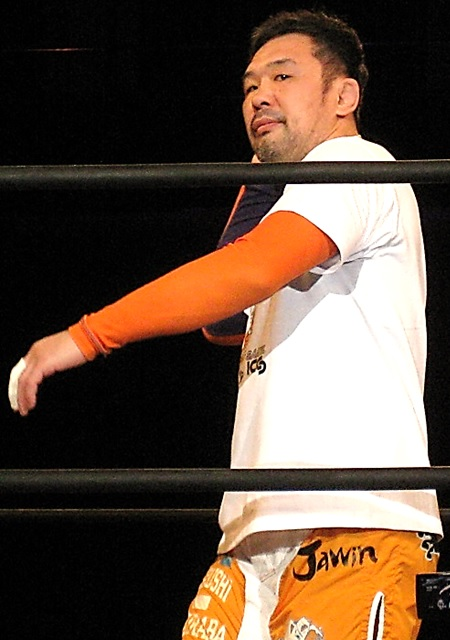
Kazushi Sakuraba

Le 4 janvier 2015 à Wrestle Kingdom 9, Tomohiro Ishii a perdu son championnat Never Openweight contre Togi Makabe dans sa deuxième défense de titre,,, Shinsuke Nakamura a battu Kota Ibushi dans sa deuxième défense de titre réussite du IWGP Intercontinental Championship, et Kazuchika Okada a perdu contre Hiroshi Tanahashi dans l'événement principal de Wrestle Kingdom, ne parvenant pas à remporter le championnat IWGP Heavyweight,. Le 14 février à The New Beginning in Sendai, Tomohiro Ishii a battu Tomoaki Honma, un remplaçant du malade Togi Makabe, pour remporter le championnat maintenant vacant NEVER Openweight Championship pour la troisième fois,, et Shinsuke Nakamura a battu Yūji Nagata, faisant sa troisième défense de titre. En janvier 2015, les Forever Hooligans se sont séparés quand Alex Koslov a annoncé qu'il prenait une pause indéfinie dans le catch, laissant le groupe. Le 1er mars, Rocky Romero a révélé que lui et Beretta formaient une nouvelle équipe appelée Roppongi Vice. Les 5 et 15 mars, Toru Yano, Kazuchika Okada et Yoshi-Hashi ont pris part à la New Japan Cup 2015. Toru Yano a battu Hiroshi Tanahashi au premier tour, mais a perdu au deuxième tour face au futur vainqueur Kota Ibushi alors que Kazuchika Okada et Yoshi-Hashi ont également perdu au premier tour, Kazuchika Okada étant vaincu par [ Bad Luck Fale et Yoshi-Hashi étant vaincu par Yujiro Takahashi. Lors de Invasion Attack 2015 le 5 avril, Roppongi Vice a battu les Young Bucks pour le IWGP Junior Heavyweight Tag Team Championship. Lors de Wrestling Dontaku 2015, le 3 mai, Roppongi Vice a perdu les titres par l'équipe IWGP Junior Heavyweight contre The Young Bucks dans un match impliquant également ReDRagon Bobby Fish et Kyle O'Reilly, tandis que Shinsuke Nakamura a perdu le championnat intercontinental IWGP contre Hirooki Goto dans le match principal. Tomohiro Ishii a perdu le championnat Never Openweight contre Togi Makabe le 29 avril à Wrestling Hinokuni 2015,,. Le 5 juillet à Dominion 7.5 à Osaka-jo Hall, Roppongi Vice a échoué à reprendre les championnats par équipe junior poids lourds contre les young bucks dans un match à trois qui comprenait aussi reDRagon, tandis que Shinsuke Nakamura a également échoué à récupérer le championnat intercontinental IWGP de Hirooki Goto,. Et Kazuchika Okada ont vaincu AJ Styles pour remporter le championnat poids lourd IWGP dans le main event, commençant son troisième règne,.
Du 20 juillet au 16 août, Chaos a participé au G1 Climax 2015 avec Toru Yano dans le bloc A et Shinsuke Nakamura, Kazuchika Okada et Tomohiro Ishii dans le bloc B. Toru Yano terminé au milieu de son bloc avec un record de quatre victoires et cinq défaites, Kazuchika Okada a terminé à la deuxième place de son bloc avec un record de sept victoires et deux défaites, perdant face à Shinsuke Nakamura, qui lui a coûté une place en finale. Malgré une absence à un match en raison d'une blessure au coude, Shinsuke Nakamura a remporté son bloc et s'est qualifié pour la phase finale en battant Kazuchika Okada, champion poids lourds IWGP et membre Chaos, lors de son dernier match, lui donnant un record de sept victoires et deux défaites. Le 16 août, Shinsuke Nakamura a été battu lors de la finale du tournoi contre Hiroshi Tanahashi,. Tomohiro Ishii avait terminé au milieu de son bloc avec un record de cinq victoires et quatre défaites. Aussi le 16 août, Kazuchika Okada avait un staredown avec Genichiro Tenryu, qui l'a choisi pour être son adversaire dans son match de retraite. Le 27 septembre à Destruction à Kobe (2015), juste après que reDRagon ait défendu leurs titres, Roppongi Vice les attaquait vicieusement afin d'avoir un match de championnat, et Shinsuke Nakamura a battu Hirooki Goto pour remporter le titre IWGP Intercontinental Championship pour la cinquième fois. Le 12 octobre à King of Pro-Wrestling (2015), Roppongi Vice échoua encore une fois pour capturer les IWGP Junior Heavyweight Tag Team Championship, perdant contre Bobby Fish et Kyle O'Reilly après Tomohiro Ishii a vaincu Togi Makabe remporte le championnat Openweight pour la quatrième fois et enfin Kazuchika Okada a battu AJ Styles, faisant sa première défense de titre,,. Durant le Super Jr. Tag Tournament 2015, Roppongi Vice a remporté de grosses victoires sur Jyushin Thunder Liger et Tiger Mask, ainsi que sur les champions en titre reDRagon. Le 7 novembre à Power Struggle (2015), Roppongi Vice, a été battu en finale du tournoi par Matt Sydal et Ricochet mais The Young Bucks, ont contesté  un match pour les titres après le match après Tomohiro Ishii a vaincu Tomoaki Honma pour réaliser sa première défense de titre avec succès,. Et Shinsuke Nakamura a vaincu Karl Anderson en faisant sa première défense de titre et en vengeant sa défaite du G1 Climax 2015,. Le 15 novembre, Kazuchika Okada a battu Genichiro Tenryu dans son match de retraite,. Le 7 décembre, Kazuchika Okada a remporté son troisième prix de catcheur de l'année de  Tokyo Sports , tandis que son match avec Genichiro Tenryu a été nommé match de l'année,. Avec cette victoire, Kazuchika Okada est devenu le cinquième gagnant triple vainqueur du prix de catcheur de l'année. Le 19 décembre, Jay Briscoe et Mark Briscoe (The Briscoe Brothers) deviennent les nouveaux membres de Chaos.

### Après le départ de Shinsuke Nakamura (2016–présent)

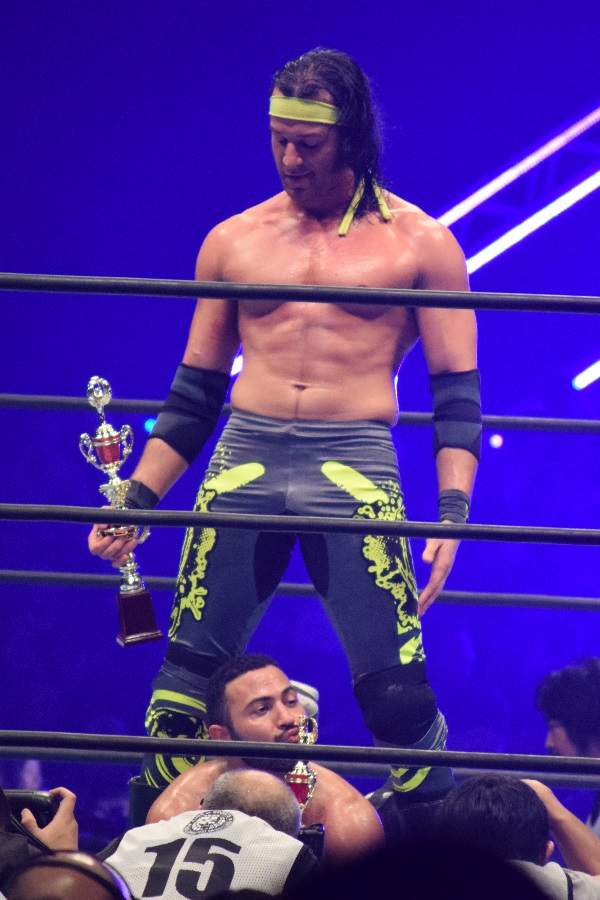
Roppongi Vice après avoir gagné le Super Jr. Tag Tournament 2016

Le 4 janvier à  Wrestle Kingdom 10 à Tokyo Dome, Jado remporte le New Japan Rumble 2016 après Roppongi Vice a échoué pour la troisième fois à remporter les Championnats juniors par équipe poids lourds de l'IWGP, Toru Yano a fait équipe avec Jay Briscoe et Mark Briscoe pour vaincre le Bullet Club (Bad Luck Fale, Tama Tonga et Yujiro Takahashi) pour remporter les premiers NEVER Openweight 6-Man Tag Team Championship, alors que Tomohiro Ishii a été vaincu par Katsuyori Shibata finissant son quatrième règne en tant que champion Never Openweight,, après Shinsuke Nakamura a fait sa deuxième défense de titre réussie en battant A.J. Styles. Et Kazuchika Okada a battu le vainqueur du G1 Climax 2015 Hiroshi Tanahashi dans l'événement principal de Wrestle Kingdom 10 à Tokyo Dome pour conserver le championnat IWGP Heavyweight Quelques heures après l'événement, Shinsuke Nakamura a donné son avis à la NJPW le matin du 4 janvier, annonçant qu'il quittait la fédération pour la WWE,. Shinsuke Nakamura restait cependant sous contrat avec la NJPW et devait finir ses dates contractées avec la promotion avant de partir,. Le 12 janvier, la NJPW a confirmé le départ de Shinsuke Nakamura et annoncé qu'il ferait également retiré le championnat Intercontinental IWGP,. Shinsuke Nakamura a remis le titre Intercontinental le 25 janvier, mettant fin officiellement à son cinquième règne,. Shinsuke Nakamura a lutté son dernier match sous son contrat à la NJPW le 30 janvier, où lui, Kazuchika Okada et Tomohiro Ishii ont vaincu Hirooki Goto, Hiroshi Tanahashi et Katsuyori Shibata.

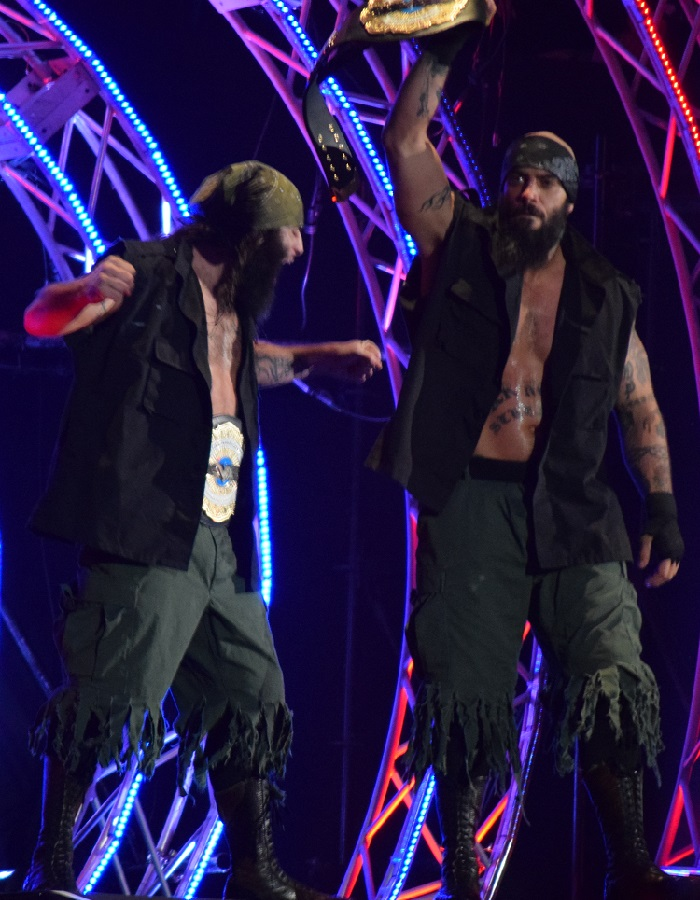
The Briscoe Brothers

Après le départ de Shinsuke Nakamura, Kazuchika Okada est nommé comme nouveau leader de Chaos. Toru Yano et The Briscoe Brothers ont fait leur première défense du titre Never Openweight 6-Man Tag Team Champions avec succès le lendemain contre un autre trio du Bullet Club avec Bad Luck Fale  et les Young Bucks. Le 11 février lors de The New Beginning in Osaka (2016), les Briscoes Brothers et Toru Yano ont perdu les NEVER Openweight 6-Man Tag Team Championship face au trio du Bullet Club de Bad Luck Fale, Tama Tonga et Yujiro Takahashi après Tomohiro Ishii a échoué à capturer le NEVER Openweight Championship quand il a été battu par Katsuyori Shibata,. Et Kazuchika Okada a vaincu Hirooki Goto dans l'événement principal pour faire sa troisième défense de titre et a invité Hirooki Goto à rejoindre le groupe mais il a refusé. Toru Yano et les Briscoes Brothers ont regagné les titres Never Openweight 6-man Tag Team Championship trois jours plus tard à The New Beginning in Niigata. Au cours des semaines suivantes, Kazuchika Okada a essayé de serrer la main de Hirooki Goto et de l'amener à rejoindre Chaos à plusieurs reprises, mais il a été refusé à chaque fois. Le 19 février la NJPW et la Ring of Honor (ROH) ont coproduit Honor Rising: Japan 2016, où Toru Yano et les Briscoes ont perdu les titre contre Kenny Omega, Matt Jackson et Nick Jackson, après Tomohiro Ishii battait Roderick Strong pour remporter le ROH World Television Championship dans le match principal,. Tomohiro Ishii a fait ses débuts pour ROH la semaine suivante à leur 14e anniversaire, défendant avec succès son titre dans un match à trois contre Roderick Strong et Bobby Fish. Lors des tournois du  Ring of Honor Wrestling , Tomohiro Ishii a défendu avec succès son titre contre Cedric Alexander pour revenir au Japon en tant que champion en titre.

#### Rivalité avec lesLos Ingobernables de Japon

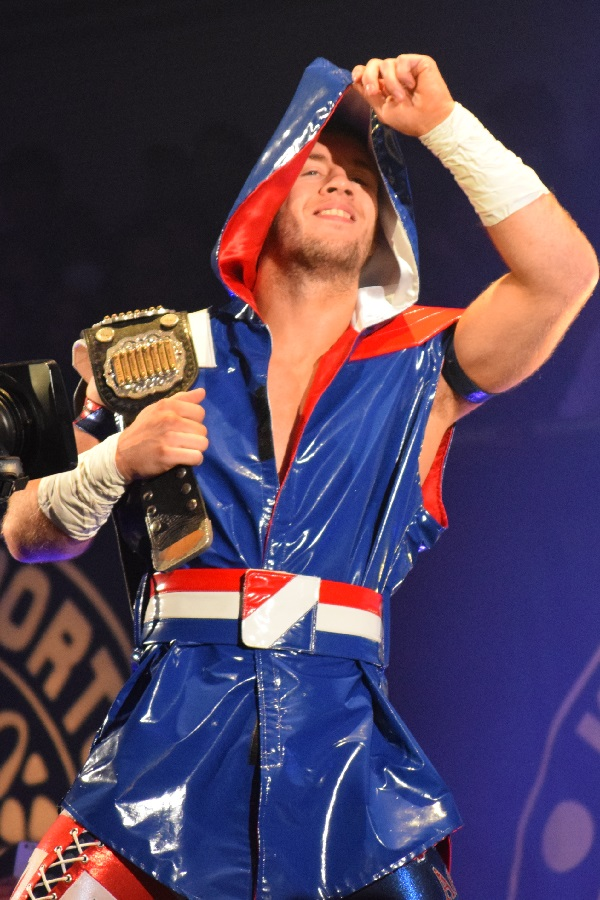
Will Ospreay

Début 2016, Chaos rentre en rivalité avec les Los Ingobernables de Japon. Du 3 au 12 mars Toru Yano et Yoshi-Hashi ont pris part à la New Japan Cup 2016 où Toru Yano a battu Yujiro Takahashi au premier tour. Le 3 mars, il a été annoncé sur la chaîne YouTube de la NJPW que Will Ospreay a rejoint Chaos. Toru Yano a vaincu Satoshi Kojima au second tour, mais il a perdu en demi-finale contre le vainqueur du tournoi Tetsuya Naito, qui avait également battu Yoshi-Hashi au premier tour du tournoi. Aussi lors de la New Japan Cup, Tomohiro Ishii affrontait deux membres des Los Ingobernables de Japon, d'abord en battant  Evil lors du premier tour, puis a perdu contre le leader de l'écurie Tetsuya Naito en quarts de finale, après quoi il a été attaqué par Evil,,. Le 12 mars, Hirooki Goto a été battu par Tetsuya Naito en finale de la New Japan Cup. Après le match, Hirooki Goto a finalement accepté de serrer la main de Kazuchika Okada, après l'avoir sauvé d'un assaut d'après-match de Tetsuya Naito et ses  Los Ingobernables de Japon et rejoint Chaos. Le 20 mars, Tomohiro Ishii conserver son ROH World Television Championship contre Evil,. Pendant cette rivalité, Chaos a toujours vaincu L.I.J. dans leurs matchs jusqu'à Invasion Attack. Le 10 avril à Invasion Attack 2016, Hirooki Goto a fait son premier match avec Chaos aux côtés de Tomohiro Ishii pour vaincre  Los Ingobernables de Japon  ( Bushi et Evil) après Roppongi Vice  Beretta et Rocky Romero ont battu Matt Sydal et Ricochet pour remporter le IWGP Junior Heavyweight Tag Team Championship pour la deuxième fois, ensuite Will Ospreay a échoué à remporter le IWGP Junior Heavyweight Championship contre Kushida. Dans le main event, Kazuchika Okada a perdu le championnat IWGP Heavyweight contre Tetsuya Naito, vainqueur de la New Japan Cup 2016, à la suite des interférences extérieures de Bushi, Evil et des débuts de  Sanada en faveur de Tetsuya Naito. Tomohiro Ishii a affronté le nouveau champion, ce qui a permis à la NJPW de lui octroyer son premier match pour le titre à la fédération. Le 29 avril, à Wrestling Hinokuni, Roppongi Vice a battu Matt Sydal et Ricochet dans le match revanche. Le 3 mai, à Wretling Dontaku Roppongi Vice ont perdu les titres de Matt Sydal et Ricochet, après Kazuchika Okada s'est vengé de Sanada en le battant mais il n'a pas réussi à capturer le championnat IWGP Heavyweight dans l'événement principal en perdant contre Tetsuya Naito,. Cinq jours plus tard, Tomohiro Ishii a perdu le championnat mondial de télévision ROH contre Bobby Fish lors de Global Wars (2016).
Du 21 avril au 4 mai, Toru Yano a pris part à la Global Tag League 2016 de la Pro Wrestling Noah, où il a fait équipe avec Naomichi Marufuji. Les deux ont terminé deuxièmes dans le seul bloc avançant vers la finale, où ils ont battu les  GHC Tag Team Champions, David Boy Smith Jr. et Lance Archer, pour gagner le tournoi,. Du 21 mai et 7 juin Chaos a participé au Best of the Super Juniors 2016 avec Rocky Romero et Gedo dans le bloc A et Will Ospreay et Beretta dans le bloc B. Dans le bloc A Rocky Romero fini avec un record de quatre victoires et trois défaites et Gedo a terminé avec un record d'une victoire et six défaites, dans le bloc B Beretta a terminé avec un record de quatre victoires et trois défaites, échouant à passer à la finale du tournoi. Will Ospreay a fini par gagner son bloc dans le tournoi avec un record de quatre victoires et trois défaites, avançant vers la finale. Le 7 juin, Will Ospreay a battu Ryusuke Taguchi en finale pour remporter le Best of the Super Juniors 2016, devenant ainsi le plus jeune vainqueur de l'histoire du tournoi ainsi que le premier anglais et le cinquième lutteur  gaijin  a remporter le tournoi. Le 28 mai, Gedo et Jado ont fait une apparition surprise pour la Pro Wrestling Noah, défiant Atsushi Kotoge et Daisuke Harada à un match pour le GHC Junior Heavyweight Tag Team Championship, et Toru Yano et Naomichi Marufuji ont défait David Boy Smith Jr. et Lance Archer dans un match revanche pour devenir les nouveaux champions par équipe de GHC,. Le 12 juin, Toru Yano et Naomichi Marufuji ont vaincu David Boy Smith Jr. et Lance Archer pour la troisième fois pour faire leur première défense de titre,. Jado et Gedo ont reçu leur match pour les titres le 12 juin, mais ont été vaincus par Atsushi Kotoge et Daisuke Harada dans un match à trois, impliquant également Taichi et Taka Michinoku. Le 19 juin, Roppongi Vice a échoué à remporter les IWGP championnats juniors par équipe des poids lourd dans un match à quatre équipes qui incluant les gagnants Matt Young et Nick Jackson, Matt Sydal et Ricochet et ReDRagon après Will Ospreay a été vaincu par Kushida et a n'a pas remporté le IWGP Junior Heavyweight Championship ensuite The Brsicoes Brothers ont vaincu Guerrillas of Destiny (Tama Tonga et Tanga Loa) pour gagner les IWGP Tag Team Championship et Kazuchika Okada a remporté le championnat poids lourd IWGP pour la quatrième fois contre Tetsuya Naito, mettant fin à la rivalité avec les Los Ingobernables de Japon,.

#### Dominances des titres

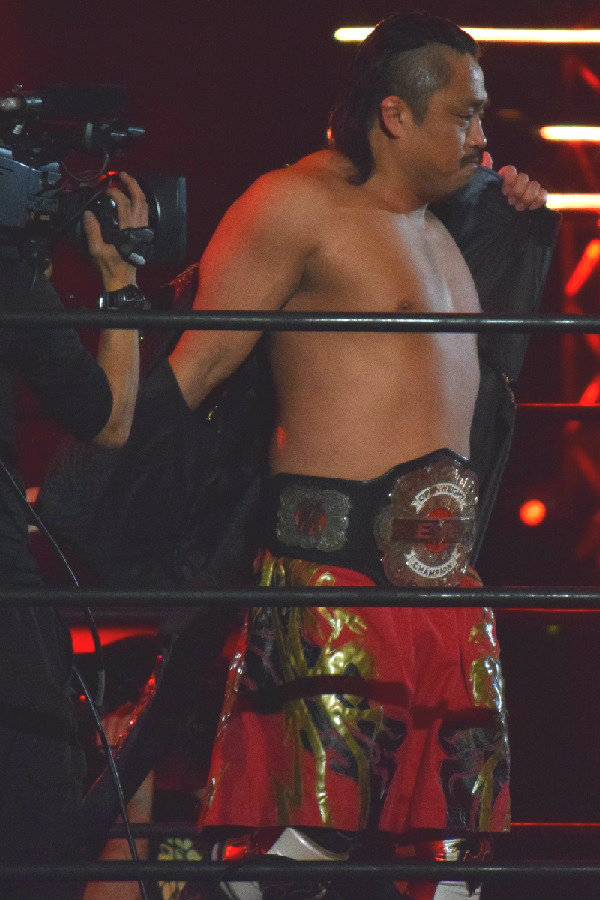
Hirooki Goto

Le 3 juillet, Kazushi Sakuraba quitte le groupe. Le 5 juillet, Toru Yano et Naomichi Marufuji ont défait Suzuki-gun (Minoru Suzuki et Takashi Iizuka) pour leur deuxième défense de titres réussie. Le 16 juillet, Toru Yano et Naomichi Marufuji ont remporté leurs troisième défense de titres contre Katsuhiko Nakajima et Masa Kitamiya,. Le 20 juillet, Chaos a participé à la Super J-Cup 2016 avec Will Ospreay représentant le groupe, il a vaincu Titán au premier tour. Du 22 juillet au 13 août, Chaos a pris part au G1 Climax 2016 avec Hirooki Goto, Kazuchika Okada et Tomohiro Ishii dans le bloc A et Yoshi-Hashi dans le bloc B. Kazuchika Okada a terminé deuxième de son bloc avec un record de cinq victoires, un match nul et trois défaites. Un match nul de 30 minutes contre Hiroshi Tanahashi lors de la dernière journée a fait éliminer les deux hommes. Pendant le G1 Climax, Kazuchika Okada a été vaincu par le représentant de Pro Wrestling Noah Naomichi Marufuji, débutant une querelle entre NJPW et Pro Wrestling Noah, alors que Tomohiro Ishi a fini avec un record de quatre victoires et cinq défaites. L'une des victoires de Tomohiro Ishii était sur un membre de chaos qui est Kazuchika Okada. Yoshi-Hashi a terminé dernier dans son bloc avec un record de trois victoires et six défaites. Malgré cela, le premier match de Yoshi-Hashi a permis à Kenny Omega de le désigner comme son premier challenger pour son contrat du Tokyo Dome pour le IWGP Heavyweight Championship après avoir remporté le tournoi. Toru Yano a terminé troisième de son bloc avec un record de cinq victoires et quatre défaites, ne parvenant pas à se qualifier en finale. Hirooki Goto a gagné son bloc, en gagnant notamment deux matchs contre Hiroshi Tanahashi et Kazuchika Okada, avec un record de six victoires et trois défaites, avancent en finale. Le 14 août, Hirooki Goto a été battu en finale par Kenny Omega et ne remporte pas le G1 Climax.
Le 21 août dans la deuxième journée de la Super J-Cup, Will Ospreay a été battu par Matt Sydal perdant au deuxième tour. Le 8 octobre, Gedo et Jado ont battu Atsushi Kotoge et Daisuke Harada pour remporter le Championnat Junior GHC Junior par équipe, devenant la deuxième équipe (après Jyushin Thunder Liger et Tiger Mask) à avoir détenu les titres IWGP et GHC. Hirooki Goto a été vaincu par Kenny Omega et a échoué à remporter le contrat pour le titre IWGP Heavyweight Championship, après la NOAH a battu la NJPW dans sa rivalité à 3-2 avec Toru Yano et Naomichi Marufuji battant Kazuchika Okada et Yoshi-Hashi ensuite Mark Briscoe et Jay Briscoe ont perdu leurs IWGP Tag Team Championship 
contre Tama Tonga et Tanga Roa et dans le match principal Kazuchika Okada a conservant le championnat IWGP Heavyweight contre Naomichi Marufuji, mettant ainsi en place l'événement principal de Wrestle Kingdom 11 à Tokyo Dome entre Kazuchika Okada et le gagnant du G1 Climax 2016 Kenny Omega mettant fin à la querelle NJPW avec Noah. Du 21 octobre au 5 novembre, Chaos a participé au tournoi Super Jr. Tag 2016 avec Roppongi Vice, et Gedo et Will Ospreay représentant le groupe. Roppongi Vice a défait les représentants de la CMLL, Ángel de Oro et Titán au premier tour. Gedo et Will Ospreay ont été vaincus au premier tour par David Finlay et Ricochet. Roppongi Vice a battu Fuego et Ryusuke Taguchi en demi-finale du tournoi le 30 octobre. Le 5 novembre, lors de Power Struggle (2016) Tomohiro Ishii et Toru Yano ont échoué pour gagner les IWGP Tag Team Championship quand ils ont été vaincus par Guerrillas of Destiny après Roppongi Vice a vaincu ACH et Taiji Ishimori en finale du Super Jr. Tag 2016. Le 18 novembre, Will Ospreay bat Bobby Fish et remporte le ROH World Television Championship. Le 20 novembre, Will Ospreay perd son titre contre Marty Scurll. Le 23 novembre, Toru Yano et Naomichi Marufuji ont perdu le championnat par équipe de GHC contre David Boy Smith Jr. et Lance Archer dans leur septième défense de titre,.
Du 18 au 10 décembre, Chaos a participé à la World Tag League 2016 avec Kazuchika Okada et Yoshi-Hashi, et Tomohiro Ishii et Hirooki Goto représentant le Chaos dans le bloc B. Kazuchika Okada et Yoshi-Hashi ont terminé troisième dans son bloc avec un record de quatre victoires et trois défaites, et Tomohiro Ishii et Hirooki Goto ont terminé le tournoi avec un record de quatre victoires et trois défaites, ne parvenant pas à accéder à la finale en raison de leur défaite contre les vainqueurs Togi Makabe et Tomoaki Honma dans leur dernier match de groupe. Le 14 décembre, Kazuchika Okada est devenu le deuxième lutteur à remporter trois fois consécutives le «Match de l'année» de «Tokyo Sports» pour son match G1 Climax 2016 contre Naomichi Marufuji. Le 24 décembre, Jado et Gedo ont perdu les Championnats juniors par équipe poids lourd GHC contre Atsushi Kotoge et Daisuke Harada. Le 4 janvier 2017, au Wrestle Kingdom 11 à Tokyo Dome, Roppongi Vice a vaincu The Young Bucks pour retrouver les IWGP junior Championnats Heavyweight Tag Team pour la troisième fois, Jado, Will Ospreay et Yoshi-Hashi a échoué à remporter les NEVER Openweight 6-Man Tag Team Championship, perdant face à  Los Ingobernables de Japon  (Bushi, Evil et Sanada) dans un match de quatre équipes,. Après Hirooki Goto a battu Katsuyori Shibata pour remporter le Never Openweight Championship et Kazuchika Okada a défendu avec succès le Championnat Poids lourd IWGP contre Kenny Omega. Avec 46 minutes et 45 secondes, le match a été le plus long de l'histoire du 4 janvier Tokyo Dome Show. Le journaliste de lutte Dave Meltzer, dans son Wrestling ling Observer Newsletter, a donné au match une note de six étoiles. Il a ajouté que Kazuchika Okada et Kenny Omega "ont peut-être fait le meilleur match de l'histoire de la lutte professionnelle et que c'était le meilleur match qu'il ait jamais vu.

#### Rivalité avec Suzuki-gun, le Bullet Club et Los Ingobernables de Japon

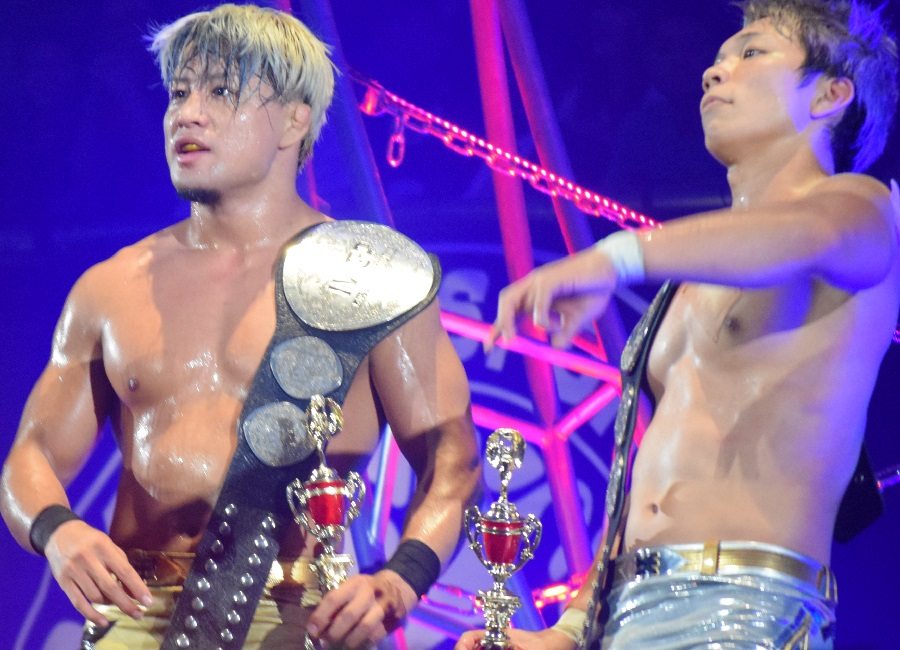
Roppongi 3K en tant que IWGP Junior Heavyweight Tag Team Champions et les gagnants du Super Junior. Tag (2017).

Le lendemain, Suzuki-gun a fait son retour à la NJPW après deux ans d'absence avec tous les huit membres attaquant le clan après un match par équipe de dix hommes entre le Chaos et une équipe de la NJPW. L'attaque a vu K.E.S. attaqué les IWGP Tag Team Champions Tomohiro Ishii et Toru Yano et se conclut avec Minoru Suzuki attaquant Kazuchika Okada avec le  Pilotriver style Gotch ,. Cette attaque abbouti à plusieurs matchs de championnat le mois suivant. Le 5 février à The New Beginning in Sapporo (2017) Chaos a conservé tous ses championnats, avec Roppongi Vice Beretta et Rocky Romero en battant Taka Michinoku et  Taichi pour conserver leurs IWGP Junior Heavyweight Tag Team Championship, Tomohiro Ishii et Toru Yano ont vaincu K.E.S. dans un match à trois qui impliquait également Great Bash Heel (Togi Makabe et Tomoaki Honma) pour conserver leur IWGP Tag Team Championships, et dans le main event Kazuchika Okada a battu Minoru Suzuki pour conserver son IWGP Heavyweight Championship. Six jours plus tard, Tomohiro Ishii et Toru Yano ont défendu avec succès leurs titres dans un autre match à trois équipes contre G.B.H. et l'équipe de David Boy Smith Jr. et Takashi Iizuka. En mars, Roppongi Vice a perdu les championnats de l'équipe junior poids lourd de l'IWGP à Suzuki-gun (Taichi et Yoshinobu Kanemaru) et plus tard dans la nuit Tomohiro Ishii et Toru Yano ont perdu les championnats par équipe IWGP contre Satoshi Kojima et Hiroyoshi Tenzan et plus tard Kazuchika Okada a vaincu  Tiger Mask W. Le 11 mars, Jay Briscoe et Mark Briscoe font équipe avec Bully Ray pour battre The Kingdom (Matt Taven et Vinny Marseglia) et Silas Young et remportés les ROH World Six-Man Tag Team Championship. Le 9 avril à Sakura Genesis 2017, Gedo et Jado ont défié sans succès Suzuki-gun (Taichi et Yoshinobu Kanemaru) pour les IWGP Junior Heavyweight Tag Team Championship en raison de l'interférence en faveur de Taichi et de Yoshinobu Kanemaru de El Desperado. Ensuite, Beretta et Rocky Romero ont défié Taichi et Yoshinobu Kanemaru dans un match revanche pour les titres. Plus tard dans la nuit, Hirroki Goto réussit sa troisième défense de titre contre Zack Saber Jr., malgré les interférences extérieures de l'équipe de Suzu-gun (Minoru Suzuki et El Desperado). Par la suite, Hirroki Goto s'est bagarré avec Minoru Suzuki, préparant sa prochaine défense de titre. Dans le match principal Kazuchika Okada a fait sa quatrième défense de titre en battant le  gagnant de la New Japan Cup 2017 Katsuyori Shibata,. Le 27 avril, Rocky Romero et Berreta ont récupéré les champions de l'équipe par équipe junior de l'IWGP contre Taichi et Yoshinobu Kanemaru. Dans le main event, Hirroki Goto a perdu le NEVER Openweight Championship contre Minoru Suzuki, après l'interférence de El Despereado. Le 11 juin à Dominion 6.11 Osaka-jo Hall, Roppongi Vice a perdu le Championnat junior IWGP Heavyweight Tag Team face aux Young Bucks. Plus tard sur le même show, Hirroki Goto n'a pas réussi à regagner le Championnat Openweight contre Minoru Suzuki. Après le match, Yoshi-Hashi attaque Minoru Suzuki et Suzuki-gun, mettant ainsi en place une rivalité entre les deux. Dans le main event, Kazuchika Okada et Kenny Omega ont lutté pour un tirage au sort limite de 60 minutes pour le championnat IWGP Heavyweight. Le 26 juin, Yoshi-Hashi a défié sans succès Minoru Suzuki pour le NEVER Openweight Championship. Lors de Best in the World (2017), Bully Ray et The Briscoes Brothers ont perdu les titres ROH World Six-Man Tag Team Championship contre Dalton Castle et The Boys.
Tomohiro Ishii a pris part au tournoi de huit hommes pour couronner le premier  IWGP United States Heavyweight Champion le 1er juillet, il a vaincu Tetsuya Naito pour avancer aux demi-finales. Dans l'épreuve principale, Kazuchika Okada a défendu avec succès son IWGP Heavyweight Championship pour la septième fois contre  Cody. Le 2 juillet, lors de la deuxième soirée du G1 Special in USA, Roppongi Vice a défié sans succès les Young Bucks pour le titre dans un match revanche pour le Championnat IWGP Junior Heavyweight Tag Team. N'ayant pas réussi à regagner le championnat par équipe de poids lourd juniors de l'IWGP, Rocky Romero a donné son accord à Beretta de passer à la division des poids lourds, divisant officiellement Roppongi Vice. Dans cette soirée, Tomohiro Ishii a perdu en finale du tournoi à huit contre Kenny Omega. Après le "G1 Special in USA", The Briscoe Brothers (Jay Briscoe et Mark Briscoe) ont rompu leurs affiliation avec Chaos quittant donc le clan. Plus tard dans le mois, quatre membres de Chaos ont pris part au G1 Climax (2017), Hirroki Goto et Tomohiro Ishii dans le bloc A et Toru Yano et Kazuchika Okada dans le bloc B. Kazuchika Okada a presque gagné son bloc, cependant il ne parvient pas à se qualifier pour la phase finale en raison de sa défaite face à Kenny Omega lors de leur troisième match le 12 août. Pendant ce temps, Hirroki Goto a terminé quatrième dans son bloc avec un record de cinq victoires et quatre défaites et Toru Yano et Tomohiro Ishii ont terminé au milieu de leur bloc avec quatre victoires et cinq défaites et Yoshi-Hashi a terminé deuxième dans son bloc avec un record de deux victoires et huit défaites. Le 16 septembre à Destruction in Hiroshima (2017), l'équipe de Roppongi Vice de Beretta et Rocky Romero ont eu leur dernier match ensemble où ils battent Chase Owens et Yujiro Takahashi avant de se séparer amicalement. Plus tard dans la soirée, Rocky Romero a confronté Ricochet et Ryusuke Taguchi, les champions par équipe du Junior Heavyweight d'IWGP, en disant à Ryusuke Taguchi qu'il n'était pas le seul entraîneur et qu'il allait faire venir une équipe plus grande et plus rapide qu'eux, formant une nouvelle équipe nommé Roppongi 3K et qu'ils allaient devenir les nouveaux membres de Chaos. Ce nom vient de l'affirmation de Rocky Romero selon laquelle Roppongi 3K était 3000 fois meilleur que Roppongi Vice. Par la suite, alors que Roppongi 3K a été confirmé comme les prochains challengers pour Ricochet et Ryusuke Taguchi, les identités des deux lutteurs ont été gardées secrètes.
Le 9 octobre à King of Pro-Wrestling (2017), Roppongi 3K a été révélé comme Sho Tanaka et Yohei Komatsu, nommé comme Sho et "Yoh", qui ont battu Ricochet et Ryusuke Taguchi pour devenir les nouveaux champions par équipe IWGP Junior Heavyweight après Will Ospreay a battu Kushida pour devenir Champion Poids Lourd Junior IWGP et devient par la même occasion le 1er anglais IWGP Junior Heavyweight Champion ensuite Tomohiro Ishii a perdu contre Tetsuya Naito dans un match pour le certificat de droits de défier le champion du monde IWGP à Tokyo Dome et Kazuchika Okada a défendu avec succès le Championnat IWGP Heavyweight contre Evil,. Le 22 octobre, Kazuchika Okada devient le IWGP Heavyweight Champion au plus long règne de l'histoire, battant le précédent record de 489 jours détenu par Shinya Hashimoto. Du 23 octobre au 5 novembre Roppongi 3K ont pris part au Super Jr. Tag Tournament (2017), où pour leurs premiers matchs ils battent Hirai Kawato et Kushida puis ils battent Bushi et Hiromu Takahashi en demi-finale pour se qualifier pour la finale. Le 5 novembre lors de Power Struggle (2017), Sho et Yoh ont remporté le Super Jr. Tag Tournament (2017) en battant Super 69 (ACH et Ryusuke Taguchi) en finale du tournoi et Will Ospreay a perdu son titre contre Marty Scurll. Du 18 novembre au 11 décembre, le clan participe au World Tag League 2017 avec Hirroki Goto et Yoshi-Hashi dans le bloc A puis Tomohiro Ishii et Toru Yano et l'équipe de  Baretta et  Chuckie T, qui fait ses débuts en tant que participant au tournoi et qui a donc rejoint par la même occasion Chaos dans le bloc B mais aucune équipe ne se qualifie pour la finale,. Lors de Wrestle Kingdom 12, Sho et Yoh ont perdu les titres IWGP Junior Heavyweight Tag Team Championship contre The Young Bucks après Toru Yano, Tomohiro Ishii et Beretta ont remporté les Never Openweight 6-Man Tag Team Championship dans un match de 4 équipes après avoir vaincu le Bullet Club qui se composait de Bad Luck Fale, Tama Tonga et Tanga Roa ensuite Hirroki Goto a vaincu Mironu Suzuki pour regagner le NEVER Openweight Championship qui a forcé Minoru Suzuki à se couper les cheveux selon la stipulation du match. Plus tard dans la nuit, Will Ospreay a regagné le IWGP Junior Heavyweight Championship après avoir fait le tombé sur Marty Scurll dans un match a 4 qui impliquait également Kushida et Hiromu Takahashi. Dans le main event, Kazuchika Okada a défait Tesuya Naito pour conserver le championnat du monde poids lourd de l'IWGP et ainsi surpassé le nombre total de jours combinés de Hiroshi Tanahashi en seulement 4 règnes contre 7 après le Wrestle Kingdom. Le lendemain, lors de New Year Dash !! (2018), Toru Yano, Tomohiro Ishii et Beretta ont perdu les Never Openweight 6-Man Tag Team Championship contre Bad Luck Fale, Tama Tonga et Tanga Roa.
Le 5 janvier, Jay White a taquiné le Bullet Club, pour ensuite attaquer Kenny Omega. Le lendemain, Jay White rejoint Chaos en disant qu'il allait avoir besoin de soutien dans sa guerre contre le Bullet Club et ainsi il décida de rejoindre le groupe. Mais il a également dit qu'il a rejoint Chaos seulement pour lui-même et a demandé à Kazuchika Okada de ne pas être trop à l'aise.
Lors de The New Beginning in Sapporo (2018), Roppongi 3K ont récupéré les IWGP Junior Heavyweight Tag Team Championship contre The Young Bucks et après Jay White a battu Kenny Omega pour remporter le IWGP United States Heavyweight Championship. Grâce à cette victoire, Chaos a remporté tous les titres de la NJPW et possède actuellement cinq de ces huit championnats. Lors de The New Beginning à Osaka (2018), Will Ospreay à conserver son IWGP Junior Heavyweight Championship contre Hiromu Takahashi après Hirroki Goto a battu Evil pour conserver son Never Openweight Championship et dans le main event Kazuchika Okada a vaincu Sanada pour conserver le IWGP Heavyweight Championship. Lors de 46th Anniversary Show, Toru Yano, Tomohiro Ishii et Hirooki Goto ont battu Juice Robinson, David Finlay et Toa Henare après Yoshi-Hashi perd contre Sanada s'ensuit les Roppongi 3K (Sho et Yoh) qui perdent leurs IWGP Junior Heavyweight Tag Team Championship contre El  El Desperado et Yoshinobu Kanemaru dans un Three Way Match qui incluaient les Los Ingobernables de Japón (Bushi et Hiromu Takahashi) et dans le main event Kazuchika Okada bat le membre de Chaos Will Ospreay.

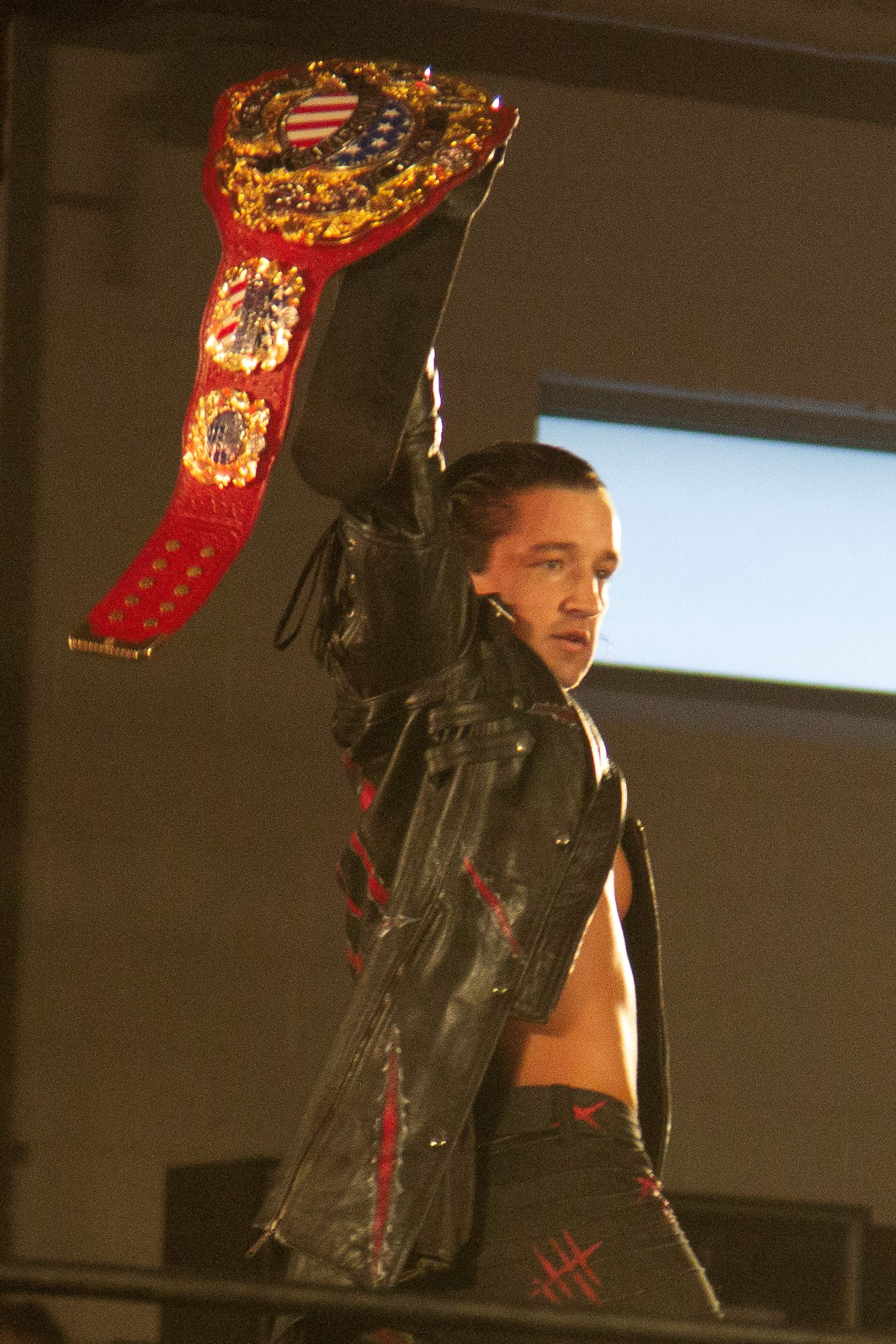
Jay White en tant que IWGP United States Heavyweight Champion en 2018.

Le 9 juin lors de Dominion 2018, Ospreay perd son titre contre Hiromu Takahashi.
Le 5 septembre lors du premier jour de Road to Destruction, Ospreay, Okada, Gedo et Toru Yano perdent contre Hiroshi Tanahashi, Togi Makabe et Tomoaki Honma. Plus tard, Beretta, Tomohiro Ishii et Chucky T battent les Golden☆Lovers & Chase Owens. Le 15 septembre lors de Destruction in Hiroshima, Ospreay, Beretta et Chuckie T gagnent contre Kōta Ibushi, Yujiro Takahashi et Chase Owens. Plus tard, Okada, YOSHI-HASHI & Jay White perdent contre Togi Makabe, Hiroshi Tanahashi et Tomoaki Honma.
Le 28 septembre lors de ROH Deah Before Dishonor, Kazuchika Okada, Tomohiro Ishii, Rocky Romero, Beretta et Chuckie T perdent par soumission contre le Bullet Club (Cody, les Young Bucks, Adam Page et Marty Scurll).

#### Départs et heel turns de Jay White, Jado et Gedo (2018)
Le 8 octobre lors de King of Pro Wrestling, Jado, Gedo, Jay White et les membres du Bullet Club OGs attaquent Okada effectuant un heel turn et quittant le groupe pour rejoindre le Bullet Club OGs.

#### Départ et heel turn de Will Ospreay (2020)
Lors de la dernière nuit du G1 Climax 30, Will Ospreay bat Kazuchika Okada grâce à l'intervention du Great-O-Kharn, qui fait son retour et attaque Okada pendant que Bea Priestley distrait l'arbitre. Après le match, Will Ospreay effectue un heel turn et attaque Okada avec son Hidden Blade, quittant ainsi le groupe pour former sa propre faction, The Empire avec Great-O-Khan et Bea Priestley.

## Caractéristiques au catch
- Thèmes d'entrée
  - "Chaos Ondo" de Yonosuke Kitamura

## Membres du groupe
| Identité,              | Arrivée                          | Départ                 | Fédérations | Notes |
| ---------------------- | -------------------------------- | ---------------------- | ----------- | --- |
| Shinsuke Nakamura      | 23 avril 2009                    | 30 janvier 2016        | NJPW        | Membre Fondateur et 1er Leader du groupe Ancien membre de Chaos Top Team                                  |
| Toru Yano              | 23 avril 2009                    |                        | NJPW        | Membre Fondateur du groupe Ancien membre de Chaos Top Team                                                |
| Jado (en)              | 23 avril 2009                    | 8 octobre 2018         | NJPW        | Membre Fondateur du groupe Membre de la World Class Tag Team                                              |
| Gedo                   | 23 avril 2009                    | 8 octobre 2018         | NJPW        | Membre Fondateur du groupe Membre de la World Class Tag Team Manager de Kazuchika Okada puis de Jay White |
| Tomohiro Ishii         | 23 avril 2009                    |                        | NJPW        | Membre Fondateur du groupe                                                                                |
| Karl Anderson          | 23 avril 2009                    | 4 avril 2010           | NJPW        | Membre Fondateur du groupe Ancien membre de Bad Intentions                                                |
| Giant Bernard          | 23 avril 2009                    | 4 avril 2010           | NJPW        | Membre Fondateur du groupe Ancien membre de Bad Intentions                                                |
| Takashi Iizuka         | 23 avril 2009                    | 25 mai 2014            | NJPW        | Membre Fondateur du groupe                                                                                |
| Black Tiger V          | 23 avril 2009                    | 20 juin 2009           | NJPW        | Membre Fondateur du groupe                                                                                |
| Masato Tanaka          | 16 août 2009                     | 8 janvier 2013         | NJPW        | |
| Tetsuya Naitō          | 4 avril 2010                     | 26 mai 2011            | NJPW        | Ancien membre de No Limits                                                                                |
| Yujiro Takahashi       | 4 avril 2010                     | 3 mai 2014             | NJPW        | Ancien membre de No Limits                                                                                |
| Davey Richards         | 12 octobre 2010                  | 2 mai 2012             | NJPW        | |
| Rocky Romero           | 12 octobre 2010                  |                        | NJPW/AEW    | Membre de Roppongi Vice Ancien membre de Forever Hooligans                                                |
| Averno                 | 27 janvier 2011                  |                        | NJPW        | Apparitions occasionnelles                                                                                |
| Hideo Saito            | 18 juin 2011                     | 4 décembre 2011        | NJPW        | |
| Yoshi-Hashi            | 28 décembre 2011                 |                        | NJPW        | Membre de Chaos Ride the Lightning                                                                        |
| Kazuchika Okada        | 5 janvier 2012                   | 6 mars 2024            | NJPW        | 2d Leader du groupe Membre de Chaos Ride the Lightning                                                    |
| Low Ki                 | 21 avril 2012                    | 4 janvier 2013         | NJPW        | |
| Alex Koslov            | 12 juin 2012                     | 5 janvier 2015         | NJPW        | Ancien membre de Forever Hooligans                                                                        |
| Brian Kendrick         | 16 juin 2012                     | 6 novembre 2013        | NJPW        | |
| Beretta/Trent Beretta  | 15 octobre 2013 10 novembre 2021 | 7 février 2019 Présent | NJPW/AEW    | Membre de Roppongi Vice Membre des Best Friends                                                           |
| Kazushi Sakuraba       | 8 juin 2014                      | 3 juillet 2016         | NJPW        | |
| Mark Briscoe           | 19 décembre 2015                 | 2 juillet 2017         | NJPW        | |
| Jay Briscoe            | 19 décembre 2015                 | 2 juillet 2017         | NJPW        | |
| Will Ospreay           | 3 mars 2016                      | 16 octobre 2020        | NJPW        | |
| Hirooki Goto           | 12 mars 2016                     |                        | NJPW        | |
| Sho                    | 9 octobre 2017                   | 4 septembre 2021       | NJPW        | Ancien Membre de Roppongi 3K                                                                              |
| Yoh                    | 9 octobre 2017                   |                        | NJPW        | Ancien Membre de Roppongi 3K                                                                              |
| Chukie T /Chuck Taylor | 15 octobre 2017 10 novembre 2021 | 7 février 2019 Présent | NJPW/AEW    | Membre des Best Friends                                                                                   |
| Jay White              | 6 janvier 2018                   | 8 octobre 2018         | NJPW        | |
| Michael Nicholls       | 25 février 2019                  |                        | NJPW        | |
| Robbie Eagles          | 30 juin 2019                     |                        | NJPW        | |
| Orange Cassidy         | 10 novembre 2021                 |                        | AEW         | Membre des Best Friends                                                                                   |
| Kris Statlander        | 10 novembre 2021                 |                        | AEW         | Membre des Best Friends                                                                                   |
| Wheeler Yuta           | 10 novembre 2021                 | 8 avril 2022           | AEW         | Ancien membre des Best Friends                                                                            |

## Palmarès
- New Japan Pro Wrestling
  - 1 fois IWGP World Heavyweight Champion :
    - Kazuchika Okada (1 fois)

  - 6 fois IWGP Heavyweight Champion :
    - Shinsuke Nakamura (1 fois)
    - Kazuchika Okada (5 fois)

  - 6 fois IWGP Intercontinental Champion :
    - Masato Tanaka (1 fois)
    - Shinsuke Nakamura (5 fois)

  - 1 fois IWGP United States Heavyweight Champion :
    - Jay White (1 fois)

  - 6 fois IWGP Junior Heavyweight Champion :
    - Low Ki (2 fois)
    - Will Ospreay (3 fois)
    - Robbie Eagles (1 fois)

  - 11 fois IWGP Junior Heavyweight Tag Team Champions :
    - Davey Richards et Rocky Romero (2 fois)
    - Alex Koslov et Rocky Romero (2 fois)
    - Beretta et Rocky Romero (4 fois)
    - Yoh et Sho (3 fois)

  - 5 fois IWGP Tag Team Champions :
    - Tetsuya Naitō et Yujiro Takahashi (1 fois)
    - Takashi Iizuka et Toru Yano (1 fois)
    - Mark Briscoe et Jay Briscoe (1 fois)
    - Tomohiro Ishii et Toru Yano (1 fois)
    - Hirooki Goto et Yoshi-Hashi (1 fois)

  - 5 fois NEVER Openweight 6-Man Tag Team Champions :
    - Toru Yano, Jay Briscoe et Mark Briscoe (2 fois)
    - Toru Yano, Tomohiro Ishii et Beretta (1 fois)
    - Toru Yano (avec Togi Makabe et Ryusuke Taguchi) (1 fois)
    - Hirooki Goto, Yoh et Yoshi-Hashi (1 fois, actuels)

  - 13 fois NEVER Openweight Champion :
    - Masato Tanaka (1 fois)
    - Tomohiro Ishii (6 fois)
    - Hirooki Goto (5 fois)
    - Will Ospreay (1 fois)

  - Best of the Super Juniors :
    - Will Ospreay (2016 et 2019)

  - G1 Climax :
    - Shinsuke Nakamura (2011)
    - Kazuchika Okada (2012, 2014 et 2021)

  - G1 Tag League :
    - Giant Bernard et Karl Anderson (2009)

  - New Japan Cup :
    - Kazuchika Okada (2013 et 2019)
    - Shinsuke Nakamura (2014)

  - New Japan Rumble :
    - Jado (2016)

  - Super Jr. Tag Tournament :
    - Gedo et Jado (2010)
    - Rocky Romero et Beretta (2016)
    - Yoh et Sho (2017, 2018 et 2019)

- Pro Wrestling NOAH
  - 2 fois GHC Tag Team Championship :
    - Takashi Iizuka et Toru Yano (1 fois)
    - Toru Yano (avec Naomichi Marufuji) (1 fois)

  - GHC Junior Heavyweight Tag Team Champions :
    - Gedo et Jado (1 fois)

  - Global Tag League :
    - Toru Yano et Naomichi Marufuji (2016)

- Ring of Honor
  - 1 fois ROH World Champion :
    - Davey Richards (1 fois)

  - 2 fois ROH World Television Champion :
    - Tomohiro Ishii (1 fois)
    - Will Ospreay (1 fois)

  - 1 fois ROH World Tag Team Champions :
    - Rocky Romero et Alex Koslov (1 fois)

  - 1 fois ROH World Six-Man Tag Team Champions :
    - Jay Briscoe et Mark Briscoe (avec Bully Ray) (1 fois)

  - 1 fois ROH Pure Champion :
    - Wheeler Yuta (1 fois)

- Revolution Pro Wrestling
  - 1 fois British Cruiseweight Champion :
    - Will Ospreay (1 fois)

  - 2 fois British Heavyweight Champion :
    - Tomohiro Ishii (1 fois)
    - Will Ospreay (1 fois)
- Wrestling Observer Newsletter
  - 5 Star Match (2013) Okada vs. Hiroshi Tanahashi le 7 avril
  - 5 Star Match (2013) Ishii vs. Katsuyori Shibata le 4 août
  - 5 Star Match (2013) Okada vs. Hiroshi Tanahashi le 14 octobre
  - 5 Star Match (2015) Nakamura vs. Kota Ibushi le 4 janvier
  - 5 Star Match (2015) Ishii vs. Tomoaki Honma le 14 février
  - 5 Star Match (2015) Nakamura vs. Hiroshi Tanahashi 16 août
  - 5 Star Match (2016) Okada vs. Hiroshi Tanahashi 4 janvier
  - 5 Star Match (2016) Ishii vs. Okada le 6 août
  - 5 Star Match (2017) Okada vs. Katsuyori Shibata le 9 avril
  - 5 Star Match (2017) Ospreay vs. Kushida le 3 juin
  - 6 Star Match (2017) Okada vs. Kenny Omega le 4 janvier
  - 6 Star Match (2017) Okada vs. Kenny Omega le 12 août
  - 6¼ Star Match (2017) Okada vs. Kenny Omega le 11 juin
  - 7 Star Match (2018) Okada vs. Kenny Omega le 9 juin
  - 5¾ Star Match (2022) Okada vs. Will Ospreay le 5 janvier
  - Best Brawler (2014–2017) – Ishii
  - Best Flying Wrestler (2016) – Ospreay
  - Best Wrestling Maneuver (2012–2013) pour le Rainmaker de Okada
  - Feud of the Year (2012–2013) Okada vs. Hiroshi Tanahashi
  - Most Charismatic (2014–2015) – Nakamura
  - Most Improved (2012) – Okada
  - Pro Wrestling Match of the Year (2013) Okada vs. Hiroshi Tanahashi le 7 avril
  - Pro Wrestling Match of the Year (2015) Nakamura vs. Kota Ibushi le 4 janvier
  - Pro Wrestling Match of the Year (2016) Okada vs. Hiroshi Tanahashi le 4 janvier
  - Wrestler of the Year (2014) – Nakamura
  - Wrestler of the Year (2017) – Okada